# Lijst van afleveringen van Beverly Hills, 90210
De lijst van afleveringen van Beverly Hills, 90210 geeft een lijst weer van de afleveringen die gemaakt zijn voor het tienerdrama Beverly Hills, 90210.

## Overzicht
| Seizoen | Afleveringen | Uitzenddata VS    | Uitzenddata VS | Verschenen op dvd |
| ------- | ------------ | ----------------- | -------------- | ----------------- |
| Seizoen | Afleveringen | Start seizoen     | Einde seizoen  | Verschenen op dvd |
| 1       | 22           | 4 oktober 1990    | 9 mei 1991     | 7 november 2006   |
| 2       | 28           | 11 juli 1991      | 7 mei 1992     | 1 mei 2007        |
| 3       | 30           | 15 juli 1992      | 19 mei 1993    | 11 december 2007  |
| 4       | 32           | 8 september 1993  | 25 mei 1994    | 29 april 2008     |
| 5       | 32           | 7 september 1994  | 24 mei 1995    | 29 juli 2008      |
| 6       | 32           | 13 september 1995 | 22 mei 1996    | 25 november 2008  |
| 7       | 32           | 21 augustus 1996  | 21 mei 1997    | 7 april 2009      |
| 8       | 32           | 10 september 1997 | 20 mei 1998    | 24 november 2009  |
| 9       | 26           | 16 september 1998 | 19 mei 1999    | 2 februari 2010   |
| 10      | 27           | 8 september 1999  | 17 mei 2000    | 2 november 2010   |

## Seizoen 1
| Nr. serie | Aflevering | Titel                       | Regisseur         | Schrijver                       | Uitzenddatum     |  |
| --- | ---------- | --------------------------- | ----------------- | ------------------------------- | ---------------- |  |
| 1 | 1          | Pilot                       | Tim Hunter        | Darren Star                     | 4 oktober 1990   |  |
| Tweeling Brandon en Brenda Walsh verhuizen met hun ouders Jim en Cindy naar Beverly Hills. Ze komen terecht in een luxueuze wereld. De tweeling volgt les aan West Beverly Hills High. Brandon verspreidt ongewild het gerucht dat hij heeft geslapen met een meisje. Brenda gaat met een vals identiteitsbewijs naar een nachtclub en ontmoet er een jonge student met wie ze een relatie start. David en Scott, ook twee nieuwe leerlingen, trachten hun sociale status op te krikken. |            |                             |                   |                                 |                  |  |
| 2 | 2          | The Green Room              | Micheal Uno       | David Sten                      | 11 oktober 1990  |  |
| Brandon geraakt bevriend met Dylan McKay, een jongen die zich stoerder voordoet dan hij in werkelijkheid is. Brenda gaat met Kelly naar het strand. Steve moet van zijn moeder aan David uitleggen dat zijn vader geen rijke televisieproducer is. |            |                             |                   |                                 |                  |  |
| 3 | 3          | Every Dream Has Its Price   | Catlin Adams      | Amy Spies                       | 18 oktober 1990  |  |
| Brenda gaat shoppen met Kelly en Tiffany. Tiffany steelt kleren. Brandon neemt een onderbetaalde job aan. Cindy is niet opgezet wanneer Jim een meid aanneemt. |            |                             |                   |                                 |                  |  |
| 4 | 4          | The First Time              | Bethany Rooney    | Charles Rossin                  | 25 oktober 1990  |  |
| Brandons ex-vriendin Sheryl komt vanuit Minneapolis op bezoek. Wanneer zij Dylan ontmoet, wordt Brandon jaloers en agressief. Brenda wordt verliefd op haar leraar wiskunde, maar is teleurgesteld wanneer blijkt dat hij getrouwd is en kinderen heeft. Cindy wil dat Jim met Brandon praat over seksuele voorlichting. |            |                             |                   |                                 |                  |  |
| 5 | 5          | One on One                  | Artie Mandelberg  | Charles Rosin                   | 1 november 1990  |  |
| Brandon en Steve willen bij het basketbalteam van de school. De trainer wil enkel kinderen uit de lagere sociale klasse in zijn team omdat de school dan veel meer subsidies krijgt. Brenda faalt voor haar rijbewijs, maar gaat desondanks Kelly ophalen met de auto van Brandon. Daardoor verliest ze de wagen. |            |                             |                   |                                 |                  |  |
| 6 | 6          | Higher Education            | Artie Mandelberg  | Jordan Budde                    | 15 november 1990 |  |
| Brandon en zijn klasgenoten zijn het niet eens met de manier waarop hun leerkracht geschiedenis hun huistaken quoteert. Wanneer Steve de examenvragen steelt, wil Brandon deze ook. Nadat Brenda verneemt dat Dylan op blonde dames valt, kleurt ze haar haar. |            |                             |                   |                                 |                  |  |
| 7 | 7          | Perfect Mom                 | Bethany Rooney    | Darren Star                     | 22 november 1990 |  |
| Brenda vindt dat de moeder van Kelly "een toffe vrouw" is, maar weet niet dat ze verslaafd is aan alcohol en drugs. David gebruikt een videocamera in de coulissen van een modeshow in de hoop Kelly naakt te kunnen filmen. |            |                             |                   |                                 |                  |  |
| 8 | 8          | The 17 Year Itch            | Jefferson Kibbee  | Amy Spies                       | 29 november 1990 |  |
| De zeventiende huwelijksverjaardag van Jim en Cindy was een ramp. Cindy achterhaalt dat haar ex-vriend van op de middelbare school niet ver van haar woont en zoekt hem op. Brenda denkt daardoor dat hun ouders zullen scheiden. Brenda en Brandon doen mee aan een test van de universiteit over tweelingen. David wil de nieuwe schooldeejay worden. |            |                             |                   |                                 |                  |  |
| 9 | 9          | The Gentle Art of Listening | Dan Attias        | Charles Rosin                   | 6 december 1990  |  |
| Brenda doet vrijwilligerswerk bij een hulplijn voor tieners. Ze komt in de problemen wanneer ze na haar uren telefoneert met een slachtoffer van een verkrachting. Brandon denkt dat een oudere vrouw gemeenschap met hem wil. |            |                             |                   |                                 |                  |  |
| 10 | 10         | Isn't It Romantic?          | Nancy Malone      | Charles Rosin                   | 3 januari 1991   |  |
| Brenda en Dylan vormen een koppel. Dylans vervreemde vader keert terug. Hij is op de vlucht omwille van belastingfraude. Op school krijgt men lessen seksuele opvoeding, maar de moeder van Scott wil het toelatingspapier niet ondertekenen. |            |                             |                   |                                 |                  |  |
| 11 | 11         | B.Y.O.B.                    | Miles Watkins     | Jordan Budde                    | 10 januari 1991  |  |
| Brandon heeft onder invloed van alcohol een ongeval met de wagen. Kelly is de avances van Steve beu. David zoekt toenadering tot Kelly. |            |                             |                   |                                 |                  |  |
| 12 | 12         | One Man and a Baby          | Burt Brinckerhoff | Amy Spies                       | 24 januari 1991  |  |
| Brandon start een relatie met laatstejaars Melissa, maar zij misbruikt hem als babysitter zodat ze zelf kan uitgaan. Brenda en Kelly winnen een cursus parachutespringen, maar mogen van hun ouders niet deelnemen. |            |                             |                   |                                 |                  |  |
| 13 | 13         | Slumber Party               | Charles Braverman | Darren Star                     | 31 januari 1991  |  |
| Brenda nodigt enkele klasgenotes uit voor een feestje bij haar thuis. Amanda overtuigt de anderen om hun diepste geheim te vertellen. David en Scott dringen binnen in het huis van de familie Walsh om de meisjes te bespieden. De auto van Steve wordt gestolen. |            |                             |                   |                                 |                  |  |
| 14 | 14         | East Side Story             | Dan Attias        | Charles Rosin                   | 14 februari 1991 |  |
| Jim en Cindy geven hun meid de toestemming dat haar dochter Carla hun adres mag gebruiken zodat ze zich kan inschreven aan West Beverly High. Brandon vindt dit verdacht en start een onderzoek. David wil dat MC Hammer komt optreden op het schoolbal. |            |                             |                   |                                 |                  |  |
| 15 | 15         | A Fling in Palm Springs     | Jefferson Kibbee  | Jordan Budde                    | 21 februari 1991 |  |
| Denkende dat zijn ouders een weekend weg zijn, nodigt David Steve, Kelly en Donna uit. Brenda en Dylan willen gemeenschap, maar Brenda vindt het hotel niet. Ze is in alle staten wanneer ze Dylan even later met een ander meisje ziet. |            |                             |                   |                                 |                  |  |
| 16 | 16         | Fame Is Where You Find It   | Paul Schneider    | Charles Rosin & Karen Rosin     | 28 februari 1991 |  |
| Bij toeval bemachtigt Brandon een rol in een populaire televisiereeks. Al snel wordt hij verliefd op hoofdactrice Lydia Leeds. Brandon krijgt al snel sterallures en Brenda is jaloers op hem. Wanneer de bewuste aflevering wordt uitgezonden, blijkt dat zijn scène opnieuw is opgenomen met een andere acteur. |            |                             |                   |                                 |                  |  |
| 17 | 17         | Stand (Up) and Deliver      | Burt Brinckerhoff | Amy Spies                       | 7 maart 1991     |  |
| Brenda wil stoppen met school om een huis te huren met haar vriendin Sky. Ze krijgt al snel spijt van deze beslissing. Brandon schakelt de hulp in van Andrea en Kelly om klasverantwoordelijke te worden. |            |                             |                   |                                 |                  |  |
| 18 | 18         | It's Only a Test            | Charles Braverman | Darren Star                     | 28 maart 1991    |  |
| De examens zijn in aantocht. Brenda ontdekt een knobbeltje in haar borst. Andrea en Steve studeren samen. Dit samenzijn leidt tot een kus. |            |                             |                   |                                 |                  |  |
| 19 | 19         | April Is the Cruelest Month | Dan Attias        | Steve Wasserman & Jessica Klein | 11 april 1991    |  |
| Brandon heeft een interview met de beste tennisspeler van de school. Hij heeft een donker toneelscript geschreven en Brandon vreest dat de jongen dit in werkelijkheid wil uitvoeren. Donna achterhaalt dat ze een leerprobleem heeft. |            |                             |                   |                                 |                  |  |
| 20 | 20         | Spring Training             | Burt Brinckerhoff | Charles Rosin                   | 25 april 1991    |  |
| Omdat Jim last heeft van zijn rug springen Brandon en Steve in als coach van het kinderbaseballteam. Brenda tracht haar ouders te overtuigen om de straathond die ze vond te adopteren. |            |                             |                   |                                 |                  |  |
| 21 | 21         | Spring Dance                | Tim Hunter        | Darren Star                     | 2 mei 1991       |  |
| Het is het jaarlijkse lentefeest en Kelly dingt naar de prijs van "Miss Spring". Brandon is haar date, tot grote frustratie van Steve die zich dronken voert. Andrea is teleurgesteld dat Brandon niet met haar naar het feest gaat en besluit niet te gaan. Brenda en Dylan hebben voor de eerste keer gemeenschap. |            |                             |                   |                                 |                  |  |
| 22 | 22         | Home Again                  | Charles Braverman | Amy Spies                       | 9 mei 1991       |  |
| Jim krijgt promotie, maar daardoor moet het gezin terug verhuizen naar Minneapolis. Brenda vreest dat dit het einde is van haar relatie met Dylan. Andrea geeft zichzelf cadeau als onenightstand aan Brandon. |            |                             |                   |                                 |                  |  |

## Seizoen 2
| Nr. serie | Aflevering | Titel                                     | Regisseur         | Schrijver                       | Uitzenddatum      |  |
| --- | ---------- | ----------------------------------------- | ----------------- | ------------------------------- | ----------------- |  |
| 23 | 1          | Beach Blanket Brandon                     | Charles Braverman | Darren Star                     | 11 juli 1991      |  |
| Brenda vreest dat ze zwanger is. Ze koopt een predictor, maar het resultaat geeft geen uitsluitsel. Brandon neemt ontslag bij Peach Pit en gaat werken bij Beverly Hills Beach Club waar hij meer verdient. Met het geld wil hij een auto kopen. |            |                                           |                   |                                 |                   |  |
| 24 | 2          | The Party Fish                            | Daniel Attias     | Charles Rosin                   | 18 juli 1991      |  |
| Brandon wordt aangenomen als privéchauffeur voor de vrouw van Jerry Ratinger. Brandon ontmoet een meisje en kust haar. Zij blijkt de maîtresse te zijn van Jerry. |            |                                           |                   |                                 |                   |  |
| 25 | 3          | Summer Storm                              | Charles Braverman | Steve Wasserman & Jessica Klein | 25 juli 1991      |  |
| Dylan moet naar het ziekenhuis nadat hij verwond geraakte toen hij tijdens een storm ging surfen. Jim is slechtgezind nadat hij Brenda Dylan zag kussen. Donna en David moeten tot hun ongenoegen tezamen een scène spelen uit Romeo en Julia. Kelly start een relatie met een volleybalspeler, maar hij wil geen gemeenschap met haar.                |            |                                           |                   |                                 |                   |  |
| 26 | 4          | Anaconda                                  | Daniel Attias     | Jonathan Roberts                | 1 augustus 1991   |  |
| Steve en Brandon organiseren in de strandclub na sluitingstijd illegale pokertornooien, maar worden betrapt na een inbraak waarvan Dylan beschuldigd wordt. Brenda heeft een zonneslag. |            |                                           |                   |                                 |                   |  |
| 27 | 5          | Play It Again, David                      | Charles Braverman | Sherri Ziff                     | 8 augustus 1991   |  |
| Andrea en Brandon achterhalen een zaak van kinderverwaarlozing. De vader van David start een relatie met de moeder van Kelly. |            |                                           |                   |                                 |                   |  |
| 28 | 6          | Pass, Not Pass                            | Jefferson Kibbee  | Allison Adler                   | 15 augustus 1991  |  |
| Tegen advies in van zijn vader koopt Brandon een andere wagen, maar deze blijkt vol gebreken te zitten. Er ontstaat wrijving tussen Brenda en Andrea omdat ze beiden gevoelens hebben voor hun leraar drama. |            |                                           |                   |                                 |                   |  |
| 29 | 7          | Camping Trip                              | Jeff Melman       | Karen Rosin                     | 29 augustus 1991  |  |
| De groep gaat op weekend, maar zowel het weer als de hut vallen tegen. Dylan zijn drankprobleem duikt terug op. Brandon dreigt neer te storten van een klif. |            |                                           |                   |                                 |                   |  |
| 30 | 8          | Wild Fire                                 | Daniel Attias     | Steve Wasserman & Jessica Klein | 12 september 1991 |  |
| Het nieuwe schooljaar start en Emily Valentine treedt toe tot de groep. Scott keert terug uit Oklahoma en ondervindt al snel dat zijn vriendschap met David verwaterd is. |            |                                           |                   |                                 |                   |  |
| 31 | 9          | Ashes to Ashes                            | Charles Braverman | Charles Rosin & Judi Ann Mason  | 19 september 1991 |  |
| De woonwijk staat op zijn kop wanneer een zwarte familie er komt wonen. De familie Walsh heeft een probleem met de alarminstallatie. |            |                                           |                   |                                 |                   |  |
| 32 | 10         | Necessity Is a Mother                     | Jefferson Kibbee  | Steve Wasserman & Jessica Klein | 26 september 1991 |  |
| Iris komt haar zoon Dylan opzoeken wat hem terug naar de drank doet grijpen. Iris verklaart dat haar vader haar destijds wegstuurde om nooit terug te keren. Daarbij kreeg ze een grote som geld. Dat geld gaat ze nu in een fonds steken en zal later naar Dylan gaan. Brandon neemt Dylan mee naar de AA-club. Donna en Steve kopen aandelen.        |            |                                           |                   |                                 |                   |  |
| 33 | 11         | Leading from the Heart                    | Daniel Attias     | Darren Star                     | 10 oktober 1991   |  |
| Een neef van de familie Walsh komt op bezoek. Brenda behaalt haar rijbewijs. David ontwikkelt gevoelens voor Donna. |            |                                           |                   |                                 |                   |  |
| 34 | 12         | Down and Out of District in Beverly Hills | Charles Braverman | Karen Rosin & Allison Adler     | 17 oktober 1991   |  |
| Andrea wint een jeugdwedstrijd journalistiek. Dit brengt een gevaar met zich mee: ze woont namelijk niet in het district en gaat onder een vals adres naar school. |            |                                           |                   |                                 |                   |  |
| 35 | 13         | Halloween                                 | Michael Katleman  | Jonathan Roberts                | 31 oktober 1991   |  |
| Emily en Brandon superviseren twee kinderen tijdens het Halloweenfeest, maar verliezen ze uit het oog. Kelly is bijna slachtoffer van een aanranding. |            |                                           |                   |                                 |                   |  |
| 36 | 14         | The Next Fifty Years                      | Daniel Attias     | Karen Rosin & Charles Rosin     | 7 november 1991   |  |
| Andrea is jaloers op de aandacht die Brandon schenkt aan Emily. De groep gaat naar het verjaardagsfeest van Scott die er zichzelf per ongeluk neerschiet en overlijdt. |            |                                           |                   |                                 |                   |  |
| 37 | 15         | U4EA                                      | Charles Braverman | Allison Adler                   | 14 november 1991  |  |
| De groep gaat naar een illegale discotheek waar Emily Brandon introduceert in de wereld van drugs. |            |                                           |                   |                                 |                   |  |
| 38 | 16         | My Desperate Valentine                    | Jeff Melman       | Michael Swerdlick               | 21 november 1991  |  |
| Emily wil haar relatie met Brandon terug starten. Brenda vraagt Dylan om met haar naar meer culturele activiteiten te gaan. |            |                                           |                   |                                 |                   |  |
| 39 | 17         | Chuckie's Back                            | Bradley Gross     | Steve Wasserman & Jessica Klein | 12 december 1991  |  |
| De moeder van Steve wordt gevraagd om een reünieshow te doen met Chuck Wilson. Steve is kwaad omdat Chuck hem altijd pestte. Verder wil Steve zijn biologische ouders ontmoeten. Donna neemt Brian mee naar het schoolbal. |            |                                           |                   |                                 |                   |  |
| 40 | 18         | A Walsh Family Christmas                  | Darren Star       | Darren Star                     | 19 december 1991  |  |
| Steve zoekt zijn grootvader in New Mexico op. Deze vertelt hem wat er gebeurd is met zijn biologische moeder. Dylan bezoekt zijn vader in de gevangenis. |            |                                           |                   |                                 |                   |  |
| 41 | 19         | Fire and Ice                              | Jeff Melman       | Carl Sautter                    | 9 januari 1992    |  |
| Brandon ontmoet de kunstschaatsster Trish, maar haar carrière plaatst ze boven een relatie. Brenda achterhaalt dat haar baas knoeit met de inkomsten waardoor ze te weinig commissie krijgt. |            |                                           |                   |                                 |                   |  |
| 42 | 20         | A Competitive Edge                        | David Carson      | Douglas Brooks West             | 23 januari 1992   |  |
| Brandon gaat undercover om aan te kunnen tonen dat het atletiekteam steroïden gebruikt. Brenda rijdt een dame aan die sindsdien last heeft van haar beendergestel. De dame eist een grote schadevergoeding. Brenda achterhaalt dat de dame aan het incident niets heeft overgehouden.                                                                  |            |                                           |                   |                                 |                   |  |
| 43 | 21         | Everybody's Talking 'Bout It              | Daniel Attias     | Karen Rosin & Charles Rosin     | 6 februari 1992   |  |
| Er ontstaat tumult nadat Andrea de schooldirectie heeft overtuigd om condoomautomaten te plaatsen. Een deel van de leerlingen en ouders is voor, een ander tegen. |            |                                           |                   |                                 |                   |  |
| 44 | 22         | And Baby Makes Five                       | Bill D'Elia       | Steve Wasserman & Jessica Klein | 13 februari 1992  |  |
| Kelly verklapt aan haar vrienden dat haar moeder terug zwanger is, maar Davids vader Mel wist dit zelf nog niet. Brenda en Dylan vieren Valentijn. Andrea en Nat gaan naar de paardenraces. |            |                                           |                   |                                 |                   |  |
| 45 | 23         | Cardio-Funk                               | Daniel Attias     | Steve Wasserman & Jessica Klein | 27 februari 1992  |  |
| Brenda vindt dat Dylan te veel tijd spendeert aan een oude vriend die is teruggekeerd. Vandaar dat ze aanpapt met een andere jongen om zo Dylan jaloers te maken. |            |                                           |                   |                                 |                   |  |
| 46 | 24         | The Pit and the Pendulum                  | Daniel Attias     | Larry Barber & Paul Barber      | 19 maart 1992     |  |
| De Peach Pit dreigt afgebroken te worden omwille van de bouw van een shoppingcenter. De groep gaat naar een fuif, maar Brandon heeft zich niet gehouden aan de dresscode. |            |                                           |                   |                                 |                   |  |
| 47 | 25         | Meeting Mr. Pony                          | Bradley Gross     | Jonathan Lemkin                 | 2 april 1992      |  |
| De Peach Pit wordt overvallen. Brenda, die oog in oog stond met de overvaller, heeft sindsdien nachtmerries. |            |                                           |                   |                                 |                   |  |
| 48 | 26         | Things to Do on a Rainy Day               | Bethany Rooney    | Jonathan Roberts & Maria Semple | 23 april 1992     |  |
| Omdat ze geen tickets hebben voor een optreden van een populaire muziekgroep, zoekt de groep de bandleden op in hun hotel in de hoop dat ze voor een dag als hun roadies worden aangenomen. Donna vindt er haar moeder in een compromitterende situatie. De jongens houden een privéfeestje en huren een stripster in, maar Andrea daagt plots ook op. |            |                                           |                   |                                 |                   |  |
| 49 | 27         | Mexican Standoff                          | Bradley Gross     | Steve Wasserman & Jessica Klein | 30 april 1992     |  |
| Hoewel ze geen toestemming heeft van haar vader gaat Brenda toch met Dylan naar Mexico. Ze worden er echter door de douane niet toegelaten. Donna dubt over de huwelijksproblemen van haar ouders. |            |                                           |                   |                                 |                   |  |
| 50 | 28         | Wedding Bell Blues                        | Charles Braverman | Darren Star                     | 7 mei 1992        |  |
| Jim reist naar Mexico om zijn dochter op te halen. Het trouwfeest van Jackie wordt in allerijl verplaatst naar het huis van de familie Walsh omwille van problemen met de riolering. Donna's ouders gaan scheiden. Andrea is verdrietig omdat ze geen invitatie ontving voor het huwelijksfeest.                                                       |            |                                           |                   |                                 |                   |  |

## Seizoen 3
| Nr. serie | Aflevering | Titel                                         | Regisseur           | Schrijver            | Uitzenddatum      |  |
| --- | ---------- | --------------------------------------------- | ------------------- | -------------------- | ----------------- |  |
| 51 | 1          | Misery Loves Company                          | Jeffrey Melman      | Jessica Klein        | 15 juli 1992      |  |
| Andrea neemt een job aan als kinderoppas bij Beverly Hills Beach Club. Brenda zet stiekem haar relatie met Dylan verder. Nadat ze worden betrapt, trekt Brenda bij Dylan in. |            |                                               |                     |                      |                   |  |
| 52 | 2          | The Twins, the Trustee, and the Very Big Trip | David Carson        | Charles Rosin        | 22 juli 1992      |  |
| Brenda is te koppig om toe te geven dat ze niet graag bij Dylan woont. Nu haar nieuwe zusje is geboren, beslist Kelly om toch niet naar Parijs te gaan. |            |                                               |                     |                      |                   |  |
| 53 | 3          | Too Little, Too Late/Paris 75001              | Daniel Attias       | Karen Rosin          | 29 juli 1992      |  |
| Brenda en Donna zijn op reis naar Parijs, maar omdat hun Franse kennis te wensen over laat, bestellen ze ongewild varkenshersens als avondeten. Andrea ontfermt zich over Cameron, een doof kind. Dylan en Kelly flirten. Brandon is jaloers op Andrea's nieuwe vriend. |            |                                               |                     |                      |                   |  |
| 54 | 4          | Sex, Lies and Volleyball/Photo Fini           | Jeffrey Melman      | Kenneth Biller       | 5 augustus 1992   |  |
| Steve vindt een nieuwe liefde. Dylan en Kelly nemen deel aan een volleybaltornooi. Ook David ontmoet een meisje dat dezelfde interesses heeft als hij. |            |                                               |                     |                      |                   |  |
| 55 | 5          | Shooting Star/American in Paris               | Daniel Attias       | Jessica Klein        | 12 augustus 1992  |  |
| Kelly en Dylan gaan jetskiën. Brenda, nog steeds in Parijs, maakt kennis met de Amerikaanse Rick die denkt dat zij een Parijse is. Brandon helpt een dakloze oorlogsveteraan. Cameron is vermist. |            |                                               |                     |                      |                   |  |
| 56 | 6          | Castles in the Sand                           | Paul Lazarus        | Ann Donahue          | 19 augustus 1992  |  |
| Brenda en Donna keren terug uit Frankrijk. Brandon is geïrriteerd omwille van de racistische Brooke. Steve kan voor David een optreden bezorgen in de Beach Club. Kelly en Dylan beslissen om Brenda niets te zeggen over hun geflirt. |            |                                               |                     |                      |                   |  |
| 57 | 7          | Song of Myself                                | Jeffrey Melman      | Kenneth Biller       | 9 september 1992  |  |
| Andrea beschuldigt haar leraar Engels van seksisme omdat hij Brandon heeft aangesteld als hoofdredacteur van de schoolkrant. Nikki, David zijn zomerliefde, wordt bevriend met Donna. Sue Scanlon kan de dood van haar broer Scott niet verwerken. Kelly is depressief omdat Brenda en Dylan een koppel zijn. |            |                                               |                     |                      |                   |  |
| 58 | 8          | The Back Story                                | Bradley M. Gross    | Karen Rosin          | 16 september 1992 |  |
| Beth Nielson, medewerkster van een boulevardtalkshow, vraagt Brenda haar hulp om mee te werken aan een reportage over West Beverly High. Brenda's woorden worden volledig verdraaid en uit hun context gerukt. Steve komt in het bezit van een schoolloper waardoor hij elke ruimte kan betreden. |            |                                               |                     |                      |                   |  |
| 59 | 9          | Highwire                                      | Bethany Rooney      | Star Frohman         | 23 september 1992 |  |
| De groep, met uitzondering van David, studeert weldra af aan West Beverly High en moet beslissen of ze naar de universiteit gaan of niet. Brenda en Brandon willen, maar omwille van financiële redenen kan enkel een van de twee naar een prestigieuze school gaan. David loopt de badkamer in zonder te kloppen en treft er Kelly naakt aan. Steve begint de schoolloper te misbruiken. Brenda en Dylan groeien uit elkaar. |            |                                               |                     |                      |                   |  |
| 60 | 10         | Home and Away                                 | Jack Bender         | Chip Johannessen     | 7 oktober 1992    |  |
| In een andere school worden twee leerlingen doodgeschoten door een bende tijdens een wedstrijd American Football. Omwille van deze reden beslist West Beverly High om forfait te geven voor de match tussen hen en die andere school. Brandon neemt contact op met de schoolkrant van die andere school om samen een artikel te maken over het incident. Sue Scanlon toont interesse in David tot ongenoegen van Donna. |            |                                               |                     |                      |                   |  |
| 61 | 11         | A Presumption of Innocence                    | Bethany Rooney      | Karen Rosin          | 21 oktober 1992   |  |
| Sue Scanlon beticht schoolraadgever Gill Meyers van seksuele aanranding. Dylan start een actie om het vervuilde zeewater te zuiveren. |            |                                               |                     |                      |                   |  |
| 62 | 12         | Destiny Rides Again                           | Christopher Hibler  | Jessica Klein        | 4 november 1992   |  |
| Brenda komt Rick tegen, haar vakantieliefde in Frankrijk, en gaat zonder medeweten van Dylan met hem uit. Zelf is ze ontzet wanneer blijkt dat Dylan tijdens haar afwezigheid ook zulke liefde had. Andrea is slachtoffer van vluchtmisdrijf. Nikki en Brandon gaan naar een benefiet ten voordele tegen onderzoek naar AIDS en worden geïnterviewd door Rosie O'Donnell. David en Donna overwegen om samen te slapen. Steve wil met behulp van de loper de serverruimte betreden om zijn schoolpunten aan te passen zodat hij wordt toegelaten tot een kwaliteitsvolle universiteit. |            |                                               |                     |                      |                   |  |
| 63 | 13         | Rebel with a Cause                            | Daniel Attias       | Star Frohman         | 11 november 1992  |  |
| Brenda en Dylan komen overeen dat ze uit mogen gaan met wie ze willen. Nadat Brenda Dylan en Kelly tegenkomt, wil ze dat idee herbekijken. De politie start een onderzoek naar fraude met examenpunten. Andrea wordt ontslagen uit het ziekenhuis en moet enige tijd in een rolstoel zitten. |            |                                               |                     |                      |                   |  |
| 64 | 14         | Wild Horses                                   | Bobby Roth          | Kenneth Biller       | 18 november 1992  |  |
| Dylan wil tijd voor zichzelf en gaat op reis door het platteland. De politie is nog steeds bezig met het onderzoek. Kelly en Brenda hebben een gevecht over Dylan. |            |                                               |                     |                      |                   |  |
| 65 | 15         | The Kindness of Strangers                     | Richard Lang        | Jessica Klein        | 25 november 1992  |  |
| Brandon ontmoet oorlogsveteraan Jack Canner en nodigt hem uit voor Thanksgiving. Jim is niet opgezet omdat Jack er een andere politieke visie op nahoudt. De moeder van Steve tracht de schooldirectie te overtuigen om Steve niet te schorsen omwille van zijn misdaad. Dylan komt thuis en kust zowel Brenda als Kelly. |            |                                               |                     |                      |                   |  |
| 66 | 16         | It's a Totally Happening Life                 | Richard Lang        | Charles Rosin        | 16 december 1992  |  |
| Refererend aan Wonderful Life beschermen twee engelbewaarders, Clarence en Miriam, de groep tegen een ongeval waarbij ze allen zouden komen te sterven. Andrea wordt toegelaten tot Yale. Cindy betrapt Brandon en Nikki in bed. Dylan krijgt een ultimatum: voor kerstavond moet hij beslissen of hij verder wil met Brenda of Kelly. David versnelt zijn studies zodat hij tezamen met zijn andere vrienden kan afstuderen. |            |                                               |                     |                      |                   |  |
| 67 | 17         | The Game Is Chicken                           | Jack Bender         | Darren Star          | 6 januari 1993    |  |
| Steven en Brandon ontmoeten enkele personen die aan dragracen doen. Zo ontmoetten ze de man die wellicht Andrea aanreed en vluchtmisdrijf pleegde. Daar David wil afstuderen, heeft hij geen tijd meer voor zijn taak als DJ op de schoolradio. Brenda en Kelly gaan op uitstap met twee studenten van Princeton. |            |                                               |                     |                      |                   |  |
| 68 | 18         | Midlife... Now What?                          | Robert Becker       | Lana Freistat Melman | 13 januari 1993   |  |
| De vrouwen gaan naar een kuuroord in Montecito. Kelly vreest dat haar moeder terug drugs zal nemen. Brandon heeft een gokverslaving. Dylans' vader komt weldra uit de gevangenis. |            |                                               |                     |                      |                   |  |
| 69 | 19         | Back in the High Life Again                   | Bill D'Elia         | Jessica Klein        | 27 januari 1993   |  |
| Jack McKay geeft een feestje omdat hij vroegtijdig werd vrijgelaten uit de gevangenis. Brenda is woedend nadat Kelly en Dylan opbiechten iets te hebben gehad met elkaar toen zij in Frankrijk was. Mel en Jackies huwelijk is wankel waardoor David vreest dat hij zijn halfzusje niet meer zal zien mocht er een echtscheiding komen. |            |                                               |                     |                      |                   |  |
| 70 | 20         | Parental Guidance Recommended                 | Gwen Arner          | Darren Star          | 3 februari 1993   |  |
| De moeder van Dylan komt op bezoek om zijn trust te bespreken. Brenda is gedeprimeerd sinds ze haar vriendschap met Dylan en Kelly heeft verbroken. David krijgt een muziekcontract aangeboden op voorwaarde dat hij Steve ontslaat. Dit leidt tot een ruzie tussen Steve en David. Brandon zijn gokverslaving neemt toe. |            |                                               |                     |                      |                   |  |
| 71 | 21         | Dead End                                      | Jeffrey Melman      | Star Frohman         | 10 februari 1993  |  |
| Nu Dylan zijn trust is vrijgegeven beschikt hij over een enorme som geld. Samen met zijn vader koopt hij een jacht en gaan er op wonen. Brandon heeft meer dan 500 Amerikaanse Dollar aan gokschulden. Andrea en Jordan hebben een afspraakje. Brenda en Donna volgen een cursus zelfverdediging. Jack komt te sterven in een bomauto. |            |                                               |                     |                      |                   |  |
| 72 | 22         | The Child Is Father to the Man                | James Whitmore, Jr. | Charles Rosin        | 17 februari 1993  |  |
| Sinds zijn vader werd vermoord, wordt Dylan belaagd door reporters. Op vraag van Brenda neemt hij intrek bij de familie Walsh tot ergernis van Kelly. Brandon zijn gokschulden lopen op. |            |                                               |                     |                      |                   |  |
| 73 | 23         | Duke's Bad Boy                                | Robert Becker       | Jessica Klein        | 3 maart 1993      |  |
| Duke, de bookmaker van Brandon, wil dat Brandon voor het einde van de week zijn 1500 Amerikaanse dollar aan gokschulden betaald. Daarop beslist hij om bij een andere bookmaker te gaan gokken en met die verdiensten Duke te betalen. Kelly wordt geobsedeerd door haar uiterlijk. David wordt door zijn platenmaatschappij ontslagen. Andrea overtuigt Dylan om zijn memoires op te schrijven om alzo zijn rouwproces te verwerken. |            |                                               |                     |                      |                   |  |
| 74 | 24         | Perfectly Perfect                             | Bethany Rooney      | Gillian Horvath      | 24 maart 1993     |  |
| Kelly slikt dieetpillen in de hoop nog te vermageren. Er wordt voor haar achttiende verjaardag in het geheim een feestje gepland, maar door toedoen van de pillen denkt Kelly dat iedereen tegen haar is. Brandon en Steve nemen deel aan een datingshow op televisie in de hoop te kunnen uitgaan met de mooie Celeste Lundy. |            |                                               |                     |                      |                   |  |
| 75 | 25         | Senior Poll                                   | Christopher Hibler  | Darren Star          | 7 april 1993      |  |
| De scholieren van West Beverly High delen prijzen uit aan de laatstejaars. Zo krijgt Kelly de prijs van mooiste meisje. Zij vat dit op dat iedereen haar enkel aanziet als een mooi meisje en geen aandacht besteedt aan haar andere capaciteiten. Brenda stelt zich kandidaat bij de universiteit van Minnesota. Steve en Brandon gaan naar een basketbalwedstrijd waar Steve tienduizend dollar kan winnen. |            |                                               |                     |                      |                   |  |
| 76 | 26         | She Came in Through the Bathroom Window       | Jason Priestley     | Ken Stringer         | 28 april 1993     |  |
| De meisjes en David gaan op daguitstap. Daar wordt Kelly's portefeuille gestolen en ook Donna wordt beroofd. De wagen van Brandon wordt gestolen door een oplichtster die eerder met Dylan en Steve op zoek was naar Burt Reynolds. |            |                                               |                     |                      |                   |  |
| 77 | 27         | A Night to Remember                           | Richard Lang        | Jessica Klein        | 5 mei 1993        |  |
| De schooldirectie beslist dat scholieren die tijdens het eindejaarsbal dronken worden hun laatstejaar moeten overdoen. Donna geraakt nog voor het bal dronken nadat ze bij Mil Server en David champagne dronk. Brenda en Brandon hebben geen partner om naar het bal te gaan. |            |                                               |                     |                      |                   |  |
| 78 | 28         | Something in the Air                          | James Whitmore, Jr. | Jessica Klein        | 12 mei 1993       |  |
| De schooldirectie beslist dat Donna niet mag afstuderen daar ze dronken was op het eindejaarsbal. Daar haar moeder Donna niet steunt, zoekt ze hulp bij Gil Meyers. Hij komt met een idee om een protestactie te doen tegen de schooldirectie en betrekt daarbij alle leerlingen van West Beverly High. |            |                                               |                     |                      |                   |  |
| 79 | 29         | Commencement                                  | Daniel Attias       | Charles Rosin        | 19 mei 1993       |  |
| Brenda beslist om naar de universiteit van Minnesota te gaan. Hoewel toegelaten kan Andrea niet naar Yale omwille van financiële redenen vandaar dat Steve haar een anonieme schenking doet. De groep kijkt terug naar de laatste drie jaren van hun leven terwijl ze kamperen in de bergen van Hollywood. |            |                                               |                     |                      |                   |  |

## Seizoen 4
| Nr. serie | Aflevering | Titel                                       | Regisseur                     | Schrijver                        | Uitzenddatum      |  |
| --- | ---------- | ------------------------------------------- | ----------------------------- | -------------------------------- | ----------------- |  |
| 81 | 1          | So Long, Farewell, Auf Wiedersehen, Goodbye | Bill D'Elia                   | Charles Rosin                    | 8 september 1993  |  |
| Brenda vertrekt naar de universiteit van Minnesota. David en Donna zoeken naar een studentenhuis aan het strand. Steve krijgt eindelijk bericht dat hij is toegelaten tot de universiteit. Brandon doet zijn laatste werkdag bij Peach Pitt. Tezamen met Steve huurt hij een strandwoning in Malibu om er de twee laatste weken van hun vakantie door te brengen. Kelly keert vroegtijdig terug van een vakantie naar Europa met Dylan. Dylan is niet toegelaten tot Berkely. Andrea bespreekt met Gil Meyers of het niet beter is dat ze in Californië blijft in plaats van te studeren aan Yale.                                                              |            |                                             |                               |                                  |                   |  |
| 82 | 2          | The Girl from New York City                 | Jeffrey Melman                | Jessica Klein                    | 15 september 1993 |  |
| Donna durft haar moeder niet te vertellen dat ze samenwoont met Kelly en David. Dylan dacht dat Kelly hem in Frankrijk niet trouw was gebleven en ziet nu in dat zij de waarheid sprak. Zowel Steve als Brandon willen affectie van Jill, maar dan ontdekt Brandon haar grote geheim. Brenda kan niet overweg met haar kamergenote Darla Hanson. |            |                                             |                               |                                  |                   |  |
| 83 | 3          | The Little Fish                             | Gilbert M. Shilton            | Larry Mollin                     | 22 september 1993 |  |
| Brenda keert terug naar Beverly Hills en beslist om niet verder te studeren. Steve wordt lid van een studentenvereniging. David en Donna doen auditie naar de job van school-DJ. Brandon ontmoet Josh Richland, de eindverantwoordelijke van de universiteitskrant. |            |                                             |                               |                                  |                   |  |
| 84 | 4          | Greek to Me                                 | Bethany Rooney                | Chip Johannessen                 | 29 september 1993 |  |
| De groep beslist of ze al dan niet intrek neemt in een studentenhuis. Andrea maakt kans om lid te worden van Alpha Omega op voorwaarde dat ze niet zegt dat ze van Joodse afkomst is. Steve wil dat Brandon zich kandidaat stelt bij Kappa Epsilon Gamma. Verder wordt Brandon voorzitter van de studentenraad. Kelly loopt haar oude liefde John Sears tegen het lijf. |            |                                             |                               |                                  |                   |  |
| 85 | 5          | Radio Daze                                  | Richard Lang                  | Richard Gollance                 | 6 oktober 1993    |  |
| De universiteit organiseert een zwembadfeest voor de eerstejaars. Brenda vindt een baantje bij haar vader. Andrea en Dan hebben een date. Dylan heeft met John Sears een gesprek over Kelly. |            |                                             |                               |                                  |                   |  |
| 86 | 6          | Strangers in the Night                      | James Eckhouse                | Jennifer Flackett                | 13 oktober 1993   |  |
| David heeft bij de studentenradio een laatavondprogramma en start met het nemen van cafeïnepillen. Verder maakt hij van het appartement dat hij huurt met Kelly en Donna een puinhoop. Brenda heeft een blind date met Stuart Carson. |            |                                             |                               |                                  |                   |  |
| 87 | 7          | Moving Targets                              | Paul Schneider                | Larry Mollin                     | 20 oktober 1993   |  |
| Dylan koopt een illegaal wapen. Brenda stelt Stuart voor aan haar ouders tijdens een lunch in Bel-Air. Brandon krijgt van zijn professor sociologie de opdracht om les te geven aan D'Shawn Hardell, de beste basketbalspeler van de universiteit. Andrea en Dan bespreken of ze hun relatie openbaar maken of niet. |            |                                             |                               |                                  |                   |  |
| 88 | 8          | Twenty Years Ago Today                      | James Whitmore, Jr.           | Jessica Klein                    | 27 oktober 1993   |  |
| Brenda en Brandon vieren hun twintigste verjaardag waar Brenda een huwelijksaanzoek krijgt van Stuart. Brandon tracht Dylan te doen inzien dat hij zijn illegaal wapen moet dumpen. Andrea wordt verliefd op Jesse Vasquez en Brandon op Lucinda Nicholson. Mel vraagt zijn zoon om op te passen op Erin omdat hij dringend weg moet. |            |                                             |                               |                                  |                   |  |
| 89 | 9          | Otherwise Engaged                           | Daniel Attias & Chip Chalmers | Jennifer Flackett                | 3 november 1993   |  |
| Brenda is kwaad wanneer blijkt dat Stuart al een voorlopig huwelijkscontract heeft laten opstellen, maar ook dat haar ouders een complot hebben opgezet om de verloving te doen mislukken. Brandon achterhaalt dat Lucinda getrouwd is met zijn professor Randall. Jackie daagt Mel voor de rechtbank betreffende het hoederecht over Erin. Dit zorgt voor spanningen tussen David en Kelly. |            |                                             |                               |                                  |                   |  |
| 90 | 10         | And Did It... My Way                        | Jason Priestley               | Richard Gollance                 | 10 november 1993  |  |
| Stuart schaakt Brenda naar Las Vegas om er te trouwen. Steve wordt gestalkt door Laura met wie hij eerder een date had. Brandon wordt door professor Randall uitgenodigd om te eten. Daar flirt Lucinda met hem telkens ze de kans heeft. |            |                                             |                               |                                  |                   |  |
| 91 | 11         | Take Back the Night                         | James Whitmore, Jr.           | Chip Johannessen                 | 17 november 1993  |  |
| Steve wordt verdacht van de verkrachting op Laura. Brandon wordt gechanteerd door D'Shawn. Kelly achterhaalt de werkelijke aard van John en verbreekt alle contact met hem. |            |                                             |                               |                                  |                   |  |
| 92 | 12         | Radar Love                                  | Paul Schneider                | Jessica Klein                    | 24 november 1993  |  |
| Brandon gaat voor enkele dagen naar San Francisco en komt er Emily Valentine tegen. Zij heeft ondertussen een psychiatrische behandeling achter de rug en genezen verklaard. Dylan viert Thanksgiving met de familie Walsh, wat Kelly jaloers maakt. Steve kan vermijden dat John Sears gemeenschap heeft met een minderjarig meisje, maar dat wordt hem niet in dank afgenomen. |            |                                             |                               |                                  |                   |  |
| 93 | 13         | Emily                                       | Richard Lang                  | Jessica Klein                    | 1 december 1993   |  |
| Brandon, nog steeds in San Francisco, heeft zijn relatie met Emily herstart. Zij werd toegelaten aan een prestigieuze school in Frankrijk, maar wil niet gaan. Na een gesprek kan Brandon haar overhalen om voor biologie te studeren, en dan meer bepaald een specialisatie over het leven in de oceanen. Steve, Donna en Kelly zijn schachten en moeten enkele vernederende opdrachten ondergaan. Brenda krijgt een rol in het schooltoneel, maar het betreft een naaktrol. |            |                                             |                               |                                  |                   |  |
| 94 | 14         | Windstruck                                  | Gilbert M. Shilton            | Richard Gollance                 | 15 december 1993  |  |
| David en Donna gaan naar Chinatown. Zij stemt eindelijk in om gemeenschap te hebben met hem, maar hun avond wordt verstoord door Donna's ouders. Steve wordt door professor Randall aangeklaagd wegens vermeende diefstal van een gesigneerde baseball-bal. Brandon wil dat Randall Steve niet langer onterecht beschuldigt van allerlei feiten en chanteert hem. Brandon heeft namelijk achterhaald dat Randall onterecht hoge schoolpunten geeft om de school in een goed daglicht te plaatsen. |            |                                             |                               |                                  |                   |  |
| 95 | 15         | Somewhere in the World It's Christmas       | Bradley M. Gross              | Charles Rosin                    | 22 december 1993  |  |
| Net wanneer Dylan naar Baja wil vertrekken om er kerst te vieren, belt een vrouw en haar elfjarige dochter Erica bij hem aan. Zij beweert een relatie te hebben gehad met Dylans vader en van hem een kind heeft gebaard. De familie Walsh wil kerst vieren in Hawaii, maar er zijn problemen met het vliegtuig. Steve speelt kerstman voor de minderbedeelde kinderen. Daar Donna weigert om gemeenschap te hebben met David, stelt hij zich heel koel en afstandig op tijdens het kerstfeest bij haar vader. Jesse en Andrea gaan naar de middernachtmis. |            |                                             |                               |                                  |                   |  |
| 96 | 16         | Crunch Time                                 | Les Landau                    | Richard Gollance                 | 5 januari 1994    |  |
| Wanneer een studentengrap uit de hand loopt, wordt Steve aanzien als verantwoordelijke en uit zijn studentenvereniging wordt geschrapt. Brandon achterhaald dat John Sears de werkelijke verantwoordelijke is en zet een val op. Daardoor wordt de eer van Steve gezuiverd en wordt John uit het studentenhuis gezet. David neemt methamfetamine om zijn drukke agenda baas te kunnen waardoor hij een personaliteitsverandering ondergaat. Brandon tracht D'Shawn in te doen zien dat hij dringen moet studeren voor zijn partiële examens. |            |                                             |                               |                                  |                   |  |
| 97 | 17         | Thicker Than Water                          | Michael Lange                 | Lana Freistat Melman             | 12 januari 1994   |  |
| David's verslaving aan meth leidt tot een ongeval dat Erin nipt overleefd. Donna ontmoet op skireis de knappe Chad. Andrea is in shock nu blijkt dat ze zwanger is. Suzanne is enkele dagen weg, dus past Dylan op zijn halfzus Erica. Hij is genoodzaakt de hulp van Cindy in te roepen nadat Erica haar eerste maandstonden krijgt. Jim duikt in het verleden van Erica en er blijken heel wat zaken niet te kloppen. Zo is ze financieel niet blut zoals ze beweerde. Zelf verklaart ze dat ze dat geld onlangs kreeg van de verzekering nadat haar huis onbewoonbaar werd verklaard door een overstroming.                                                  |            |                                             |                               |                                  |                   |  |
| 98 | 18         | Heartbreaker                                | Paul Schneider                | Chip Johannessen                 | 26 januari 1994   |  |
| Brandon wordt als vertegenwoordiger van de studentenraad aangeduid om in Washington te praten over de toekomst van de universiteiten. Andrea twijfelt of ze Jesse al dan niet moet inlichten over haar zwangerschap. Nat heeft een hartaanval gehad, vandaar dat hij Suzanne aanneemt. David beslist om af te kicken van drugs en gaat in behandeling. Hij stelt Steve aan als presentator van de schoolradio. Cindy neemt een halftijdse job aan in de universiteit als vertrouwenspersoon. |            |                                             |                               |                                  |                   |  |
| 99 | 19         | The Labors of Love                          | Jefferson Kibbee              | Christine Pettit & Rosanne Welch | 2 februari 1994   |  |
| Daar Nat nog in het ziekenhuis ligt, doet Brandon tijdelijk Peach Pit open. Dylan koopt de aandelen van Joey over en wordt daardoor mede-eigenaar van het café. Kelly en Donna verhuizen omdat David terug drugs neemt. Dit laatste leidt ook tot het ontslag van David bij de lokale radiozender. Jesse overtuigt Andrea om geen abortus te plegen. Nu Lucinda gescheiden is, tracht Brandon haar voor zich te winnen. |            |                                             |                               |                                  |                   |  |
| 100 | 20         | Scared Very Straight                        | Chip Chalmers                 | Gary Rosen                       | 9 februari 1994   |  |
| Andrea's ouders en grootmoeder keuren de verloving van haar met Jesse niet goed. David, nog steeds verslaafd, steelt 150 Amerikaanse dollar van Mel. Nadat zijn dealer wordt opgepakt, blijft David zitten met een hele hoop drugs. Op aanraden van Dylan spoelt hij alles door het toilet. Niet veel later valt de politie binnen. Na een gesprek met Dylan, Donna en Kelly beslist David om zijn drugsprobleem aan te pakken. Brenda krijgt bezoek van Stuart. Brandon achterhaalt dat Lucinda meerdere sekspartners wil. |            |                                             |                               |                                  |                   |  |
| 101 | 21         | Addicted to Love                            | Les Landau                    | Richard Gollance                 | 16 februari 1994  |  |
| Brandon neemt Kelly mee naar een event op de universiteit om te verdoezelen dat hij een relatie heeft met Lucinda. Brenda en Stewart komen vast te zitten in de woestijn. Daar verbreekt ze haar verloving. David volgt pianolessen. Kelly en Donna trekken terug bij hem in. Andrea leent haar studentenkamer uit aan Steve, maar hij verhuurt deze verder aan Muntz en dienst vrienden. |            |                                             |                               |                                  |                   |  |
| 102 | 22         | Change Partners                             | Bethany Rooney                | Chip Johannessen                 | 23 februari 1994  |  |
| Brenda en Donna adopteren de mishandelde hond Rocky dewelke tevens een proefdier was voor medische testen. Brenda wordt lid van een extreme dierenrechtenorganisatie. De neprelatie van Brandon en Kelly doet haar realiseren dat ze nog gevoelens heeft voor Dylan. Lucinda tracht Dylan te verleiden in hoop geld te krijgen voor haar documentaire. |            |                                             |                               |                                  |                   |  |
| 103 | 23         | A Pig Is a Boy Is a Dog                     | Daniel Attias                 | Richard Gollance                 | 2 maart 1994      |  |
| Brenda, Donna en de dierenrechtenorganisatie houden protest aan de universiteit en willen dat er niet langer proefdieren worden gebruikt. De organisatie breekt in de universiteit om de labo's te vernietigen. Daarbij wordt Brenda gearresteerd. Dylan vertelt Kelly dat Lucinda haar trachtte te verleiden waarop zij opbiecht dat ze Brandon kuste. Een furieuze Dylan gaat naar Brandon om hem neer te slaan, maar raakt verkeerdelijk Steve. Brandon stopt zijn relatie met Lucinda nadat zij nogmaals zegt geen voorstander te zijn van monogamie. Rocky sterft ten gevolge van kanker.                                                                  |            |                                             |                               |                                  |                   |  |
| 104 | 24         | Cuffs and Links                             | Gilbert M. Shilton            | Jessica Klein                    | 16 maart 1994     |  |
| Brenda belt vanuit de gevangenis naar Dylan in de hoop dat hij haar borg betaalt en dat haar ouders niets weten over haar arrestatie. Brenda achterhaalt dat een van de leden van de dierenrechtenorganisatie een undercoveragent is. Als zij meewerkt met het onderzoek, zal deze agent er voor zorgen dat zij vrijuit gaat. Donna krijgt van Andrea een nieuwe hond: Rocky II. Steve gaat met zijn vader golfen, maar laatstgenoemde speelt vals. Lucinda heeft een sponsor gevonden en verlaat de universiteit. Josh dreigt de affaire tussen Brenda en Lucinda te publiceren in de universiteitskrant.                                                      |            |                                             |                               |                                  |                   |  |
| 105 | 25         | The Time Has Come Today                     | Jason Priestley               | Mick Gallinson                   | 23 maart 1994     |  |
| Brenda vindt in haar studentenkamer het dagboek van een vorige huurder. Er lijken heel wat overeenkomsten te zijn met het leven van Brenda. Tot ergernis van Brandon beslist Brenda op het laatste ogenblik om mee op skivakantie te gaan. |            |                                             |                               |                                  |                   |  |
| 106 | 26         | Blind Spot                                  | Michael Lange                 | Ken Stringer                     | 6 april 1994      |  |
| Steve achterhaalt dat Mike, de voorzitter van zijn studentenvereniging, homoseksueel is. Steve vertelt dit aan de andere leden die daarop eisen dat Mike ontslag neemt. Donna is jaloers op Davids blinde pianolerares en gaat daarom uit met D'Shawn. |            |                                             |                               |                                  |                   |  |
| 107 | 27         | Divas                                       | David Semel                   | Larry Mollin                     | 20 april 1994     |  |
| Brenda en Kelly doen auditie naar de hoofdrol van de toneelversie van Cat on a Hot Tin Roof. Steve ontmoet Laura Kingman, het meisje dat hem onterecht beschuldigde van verkrachting. De moeder van Erica heeft een nieuwe vriend: Kevin, een chemicus. |            |                                             |                               |                                  |                   |  |
| 108 | 28         | Acting Out                                  | Jeffrey Melman                | Chip Johannessen                 | 27 april 1994     |  |
| Kelly wordt opgeroepen voor een tweede auditie. Een jaloerse Brenda zoekt regisseur Roy Randolph op om er een officieuze auditie te doen. Andrea belt naar Donna om haar naar de spoedafdeling van het ziekenhuis te brengen. Kelly vertrouwt Kevin en Suzanne niet. |            |                                             |                               |                                  |                   |  |
| 109 | 29         | Truth and Consequences                      | James Eckhouse                | Richard Gollance                 | 4 mei 1994        |  |
| Brenda krijgt de hoofdrol in het toneelstuk. Laura, die ook auditie deed, verspreidt het gerucht dat Brenda de rol kreeg omdat zij gemeenschap had met de regisseur. Steve realiseert zich dat Laura mentaal gestoord is. Ze tracht zelfmoord te plegen, maar Brenda kan dit verhinderen. Kevin tracht Dylan te overtuigen geld te doneren om "Santa Monica"-baai proper te maken. Kelly merkt op dat Suzanne en Kevin liegen over bepaalde zaken, iets wat Dylan haar kwalijk neemt. Andrea moet voor de rest van haar zwangerschap in bed blijven. |            |                                             |                               |                                  |                   |  |
| 110 | 30         | Vital Signs                                 | Daniel Attias                 | Larry Mollin                     | 11 mei 1994       |  |
| Kelly verbreekt haar relatie met Dylan omdat ze vindt dat hij te veel tijd besteedt aan Erica, Suzanne en Kevin. Erica zegt Dylan dat ze haar moeder en Kevin heeft horen zeggen dat ze gaan verhuizen naar Zuid-Amerika. Suzanne en Kevin overtuigen hem dat Erica hen verkeerd heeft begrepen. Dylan wil als stille vennoot investeren in het nieuwe bedrijf van Kevin. Brenda krijgt terug gevoelens voor Dylan nadat hij haar een geschenk geeft net voor de eerste opvoering van het toneelstuk. David vreest dat hij terug in contact zal komen met drugs nu hij lid is geworden bij een nieuwe rockband. Andrea wordt terug opgenomen in het ziekenhuis. |            |                                             |                               |                                  |                   |  |
| 111 | 31         | Mr. Walsh Goes to Washington - Part 1       | Michael Lange                 | Jessica Klein                    | 25 mei 1994       |  |
| Brandon reist naar Washington D.C. om de president te ontmoeten. Brenda krijgt een aanbod om tijdens de zomervakantie toneellessen te volgen aan de Royal Academy in Londen. David imponeert popster Kenneth Edmunds en diens manager Ariel. Kevin en Suzanne trouwen. Andrea bevalt vroegtijdig van een dochter via een keizersnede. |            |                                             |                               |                                  |                   |  |
| 112 | 32         | Mr. Walsh Goes to Washington - Part 2       | Michael Lange                 | Jessica Klein                    | 25 mei 1994       |  |
| Kelly reist Brandon achterna. Na een romantische en belanden ze in bed. Brenda gaat in op het aanbod van de toneelschool. Donna betrapt David en Ariel in een compromitterende situatie. Ze beëindigt haar relatie en verhuist. Jim krijgt argwaan en wil niet dat Dylan nog verder investeert in het bedrijf van Kevin. Desondanks geeft Dylan een volmacht op zijn rekening aan Kevin. Kevin en Suzanne zijn oplichters en vertrekken met het geld naar Brazilië. Erica tracht Dylan via een nota in te lichten over de plannen van Kevin en Suzanne, maar het papier gaat verloren..                                                                         |            |                                             |                               |                                  |                   |  |

## Seizoen 5
| Nr. serie | Aflevering | Titel                                              | Regisseur           | Schrijver                                    | Uitzenddatum      |  |
| --- | ---------- | -------------------------------------------------- | ------------------- | -------------------------------------------- | ----------------- |  |
| 113 | 1          | What I Did on My Summer Vacation and Other Stories | Michael Lange       | Charles Rosin & Larry Mollin                 | 7 september 1994  |  |
| Brenda heeft beslist om in Londen te blijven omwille van haar carrière als actrice. Nadat een vriend van de familie Walsh zelfmoord pleegt, komt zijn dochter Valerie Malone inwonen. Ze is cynisch en manipulatief en stelt al snel een plan op om geld van Steve af te troggelen. Donna en David zijn uit elkaar na enkele incidenten in Texas waar ze op reis waren. David krijgt van zijn grootouders een nieuwe wagen. Dylan achterhaalt dat hij werd opgelicht door zijn stiefmoeder Suzanne en Kevin. Kelly en Brandon maken hun relatie publiekelijk. |            |                                                    |                     |                                              |                   |  |
| 114 | 2          | Under the Influence                                | Scott Paulin        | Chip Johannessen                             | 14 september 1994 |  |
| Brandon wil Dylan inlichten over zijn relatie met Kelly, maar bedenkt zich wanneer Dylan dronken blijkt te zijn. Pas tijdens een bezoek aan de bank verneemt hij dat zijn totale vermogen weg is. Donna wil tijdelijk stoppen met school, maar Kelly is van mening dat ze dit enkel doet om David te vermijden. |            |                                                    |                     |                                              |                   |  |
| 115 | 3          | A Clean Slate                                      | Bethany Rooney      | Richard Gollance                             | 21 september 1994 |  |
| Brandon en Josh Richland willen tezamen voorzitter worden van de studentenvereniging. Alex Diaz achterhaalt dat Josh ooit een vernietigend artikel schreef over Brandon en D'Shawn. D'Shawn neemt het op voor Brandon en zegt dat Alex een racist is. Op de avond van de verkiezingen komt Josh om bij een auto-ongeluk. Valerie tracht Dylan voor zich te winnen. Kelly en Donna vragen Clare om in hun studentenflat te komen inwonen, iets waar ze al snel spijt van krijgen omwille van haar gesnurk. |            |                                                    |                     |                                              |                   |  |
| 116 | 4          | Life after Death                                   | James Whitmore, Jr. | Jessica Klein & Steve Wasserman              | 28 september 1994 |  |
| Brandon is in rouw omwille van het overlijden van Josh. Alex Diaz vecht de uitslag van de verkiezingen aan nu Josh overleden is. Via een list brengt Donna's moeder haar samen met Griffin Stone. David start een relatie met Clare. Valerie start een relatie met Steve, maar in het geniep heeft ze ook een relatie met Dylan. |            |                                                    |                     |                                              |                   |  |
| 117 | 5          | Rave On                                            | David Semel         | Larry Mollin                                 | 5 oktober 1994    |  |
| Kelly wantrouwt Valerie, maar Steve en Brandon geloven haar niet. Daarop beslist ze om Valerie te bespieden. Valerie betrapt Dylan op het stelen van geld uit de kassa van de Peach Pit. Kelly betrapt Valerie en Dylan in een compromitterende situatie en licht Steve in. Valerie beweert dat het Dylan was die haar plots verleidde. Andrea heeft met Jesse een romantisch diner. Kelly waarschuwt Brandon dat Valerie een leugenachtige, onbetrouwbare vrouw is, maar hij vindt dat Kelly haar het voordeel van de twijfel moet geven. Valerie voert Dylan dronken waarbij hij opbiecht failliet te zijn. |            |                                                    |                     |                                              |                   |  |
| 118 | 6          | Homecoming                                         | Gilbert M. Shilton  | Meredith Stiehm                              | 12 oktober 1994   |  |
| De studenten willen de mascotte van een rivaliserende school stelen als grap voor een aankomende sportwedstrijd tussen beide universiteiten. Velarie, Kelly, Steve, Griffin en Muntz maken voor de tegenploeg koekjes met een laxerend middel. Andrea voelt zich eenzaam daar Jesse al zijn tijd spendeert aan studeren en het werken in de Peach Pit. Dylan vraagt Valerie om zijn financiële situatie geheim te houden. |            |                                                    |                     |                                              |                   |  |
| 119 | 7          | Who's Zoomin' Who?                                 | Gabrielle Beaumont  | Karen Rosin                                  | 19 oktober 1994   |  |
| De Peach Pit werd door de brandweer gesloten omdat er meer volk aanwezig is dan de maximumcapaciteit toelaat. Steve stelt voor om het aanpalende huis bij te kopen en vraagt Dylan om te investeren. De volgende dag krijg Jim een fax van Dylans bank. Valerie vertelt Jim dat Dylan werd opgelicht. Kelly wil niet dat haar moeder Erin toelaat om als model te poseren. In een seksspel hangt David zich vast aan het bed van Clare, niet wetende dat zij die avond met haar vader gaat dineren. Valerie zoekt Dylan op en ze belanden in bed. Daar worden ze 's ochtends gevonden door Steve en David. Steve realiseert zich dat Kelly wel de waarheid sprak. |            |                                                    |                     |                                              |                   |  |
| 120 | 8          | Things That Go Bang in the Night                   | Jason Priestley     | Chip Johannessen                             | 26 oktober 1994   |  |
| Valerie beslist om terug te verhuizen naar Buffalo, maar krijgt dan bericht dat haar moeder werd opgenomen in een psychiatrische instelling omdat ze de dood van haar man niet kan verwerken. Brandon en Cindy nemen het nog steeds op voor Valerie, dit in tegenstelling tot Jim. Nu iedereen weet dat hij bankroet is, sluit Dylan zich meer en meer af. Hij neemt cocaïne en vernielt zijn woonkamer. Op een verkleedbal van de studentenclub komen Griffin en Ray te weten dat Donna met beiden van hen uitging zonder dat ze het van elkaar wisten. Valerie komt achter het cocaïnegebruik van Dylan en informeert Brandon. |            |                                                    |                     |                                              |                   |  |
| 121 | 9          | Intervention                                       | Daniel Attias       | Jessica Klein & Steve Wasserman              | 2 november 1994   |  |
| Na lang aandringen door zijn vrienden besluit Dylan om zich te laten opnemen in een afkickcentrum, maar hij verlaat dit al de volgende dag. Kelly maakt kans om op de cover van het nationale modeblad "Seventien" te poseren. Ray en Donna gaan dineren bij haar ouders. Clare overtuigt David om een sekstape van hen te maken, maar deze belandt bij Donna. Dylan - onder invloed van drugs - rijdt met zijn wagen van een klif. |            |                                                    |                     |                                              |                   |  |
| 122 | 10         | The Dreams of Dylan McKay                          | Scott Paulin        | Charles Rosin                                | 9 november 1994   |  |
| Dylan ligt in het ziekenhuis in een coma. Daar heeft hij enkele bizarre bijna-doodervaringen. Steve is geïrriteerd wanneer zijn vader zichzelf uitnodigt om in het studentenhuis een footballwedstrijd te volgen. |            |                                                    |                     |                                              |                   |  |
| 123 | 11         | Hate Is Just a Four Letter Word                    | Les Landau          | Teleplay by: Charles Rosin                   | 16 november 1994  |  |
| Er is tumult op de universiteit wanneer een antisemitische activist een toespraak komt houden. Donna maakt voorbereidingen voor het verjaardagsfeest van Ray. Dylan herstelt nog steeds in het ziekenhuis. Zijn drugdealer brengt een bezoek en maant hem aan om hun handel te verzwijgen aan de politie. |            |                                                    |                     |                                              |                   |  |
| 124 | 12         | Rock of Ages                                       | David Semel         | Larry Mollin                                 | 23 november 1994  |  |
| Brandon neemt Andrea mee naar een concert van de Rolling Stones. Kelly heeft een VIP-ticket gekregen van het modeblad waar ze werkt. Steve zijn portefeuille wordt gestolen waarin zijn ticket zit. Ray en Donna zijn er helpers en hebben bijgevolg gratis toegang. David en Claire geraken niet binnen omdat hun vader - die de tickets heeft - niet opdaagt. Dylan zit terug in het afkickcentrum waar hij verbaal hardhandig wordt aangepakt door Charley, een oudere patiënt. Later verontschuldigt Charley zich bij Dylan: hij ziet in Dylan zijn jongere zelf en wil dat Dylan van de drugs afgeraakt zodat die zijn leven niet vergooit. Dylan beslist om zijn aandelen van Peach Pit te verkopen. |            |                                                    |                     |                                              |                   |  |
| 125 | 13         | Up in Flames                                       | Gilbert M. Shilton  | Meredith Stiehm                              | 30 november 1994  |  |
| Emily Valentine keert terug uit Parijs om een seminarie bij te wonen aan de universiteit van La Jolla. Brandon haalt haar op aan de luchthaven. Ondanks Emily eerder zei dat ze maar vier uur tijd had voor Brandon blijkt dat het seminarie pas de week daarop plaatsvindt. Emily is duidelijk teleurgesteld wanneer ze verneemt dat Brandon een relatie heeft met Kelly. Steve en Griffin organiseren een illegale fuif en krijgen hulp van Valerie. David en Clare posten de fuif per toeval op een bulletin board system voor lesbische vrouwen met als gevolg dat deze groep talrijk aanwezig is. Het huis waar de fuif doorgaat is in slechte toestand. Omwille van het hoge elektriciteitsverbruik vliegen de zekeringen in brand en staat het huis al snel in lichterlaaie. Griffin kan ongemerkt vluchten waardoor Steve aan de politie alles kan uitleggen. Kelly en een ander meisje zitten vast in een badkamer waaruit ze niet kunnen vluchten.                                        |            |                                                    |                     |                                              |                   |  |
| 126 | 14         | Injustice for All                                  | Michael Lange       | Karen Rosin                                  | 14 december 1994  |  |
| Kelly heeft van de brand tweede en derde brandwonden overgehouden. Kelly zoekt Emily op en concludeert dat Brandon nog steeds iets voelt voor Emily. Steve en Griffin worden aangeklaagd voor het verstoren van de rust, het houden van een illegale fuif, schade aan privé-eigendom en verantwoordelijk voor de brand en de slachtoffers. Valerie keert zich van Steve waardoor hij eindelijk beseft dat zij enkel uit was op zijn geld. De rechter acht Steve en Griffin schuldig waardoor ze twee jaar onder voorwaarden vrij zijn en 100 uren gemeenschapswerk moeten doen. Ook mogen ze de komende twee jaar geen fuiven organiseren of eraan deelnemen. Daar Griffin geen berouw toont en hij Steve had verzekerd toestemming te hebben om het huis te mogen gebruiken, wordt hij gedwongen de studentenclub te verlaten. Dylan krijgt bezoek van een vreemde: die vond het briefje dat Erica eerder schreef (seizoen 4) met de melding dat Kevin en haar moeder haar meenemen naar Brazilië. |            |                                                    |                     |                                              |                   |  |
| 127 | 15         | Christmas Comes This Time Each Year                | Richard Lang        | Teleplay by: Max Eisenberg                   | 21 december 1994  |  |
| LuAnn, de alcoholverslaafde moeder van Ray, gaat met Donna kerstboodschappen doen. Er is spanning tussen Jesse en Andrea omwille van verschillen in de kersttraditite tussen katholieken en joden. David ontmoet de vader van Clare. Beiden hebben een gezamenlijke interesse in muziek en pianospelen. Dylan komt in contact met FBI-agente Christine Petit, maar zij wil hem niet helpen in zijn zoektocht naar het verdwenen geld. Dylan brengt kerstavond alleen door en haalt herinneringen boven van Suzanne en Erica. De volgende ochtend belt een zekere Jay J. Jones aan: hij werd gestuurd door Christine om Dylan te helpen in zijn zoektocht naar het geld. Kelly vreest dat Brandon haar niet meer graag ziet omwille van haar brandwonden. Nat organiseert in de Peach Pit een avondmaal voor de daklozen. |            |                                                    |                     |                                              |                   |  |
| 128 | 16         | Sentenced to Life                                  | Jack Bender         | Teleplay by: Jessica Klein & Steve Wasserman | 4 januari 1995    |  |
| Tijdens zijn gemeenschapswerk in het ouderlingenhuis ontmoet Steve de voormalige Hollywoodacteur Saul Howard die lijdt aan dementie. Ray mag optreden op de vernieuwde Peach Pit After Dark nachtclub. Kelly overslaapt zich en mist daardoor een belangrijke les op de universiteit. Andrea ontmoet tijdens een routinecontrole in het ziekenhuis Peter Tucker die eerder bij haar de wasmachine herstelde. Hun leven heeft veel overeenkomsten. |            |                                                    |                     |                                              |                   |  |
| 129 | 17         | Sweating It Out                                    | Jason Priestley     | Chip Johannessen                             | 11 januari 1995   |  |
| Brandon en Dylan doen een tocht met de motorfiets. Ze nemen een verkeerde weg en komen daardoor in een indianenreservaat waar ze worden gearresteerd omdat ze dit illegaal betreden. Valerie zet haar zinnen op Ray die plankenkoorts krijgt voor het optreden in de Peach Pit. Bij zijn terugkomst krijgt Dylan bericht dat zijn zus en het vermiste geld zijn gevonden. Kelly volgt een psychologische workshop bij de manke, egoïstische professor Patrick Finley. |            |                                                    |                     |                                              |                   |  |
| 130 | 18         | Hazardous to Your Health                           | James Whitmore, Jr. | Larry Mollin                                 | 18 januari 1995   |  |
| Dylan en Valerie vliegen naar Mexico waar Jay Jones zich bevindt. Ze beramen een plan om Erica te redden en het geld van Dylan te recupereren van Kevin en Suzanne. Jonesy en Valerie doen zich voor als toeristen en trachten via een list bij Kevin en Suzanne het paswoord te achterhalen van de bankrekening waar de 7.7 miljoen Amerikaanse dollar van Dylan ligt. Dylan moet tezelfdertijd Erica redden. Brandon heeft zijn bedenkingen over de organisatie van Patrick Finley. |            |                                                    |                     |                                              |                   |  |
| 131 | 19         | Little Monsters                                    | James Eckhouse      | Meredith Stiehm                              | 1 februari 1995   |  |
| Raty krijgt een platencontract aangeboden. Valerie troggelt van Dylan 10.000 Amerikaanse dollar af omdat ze hem heeft geholpen in de zoektocht naar Erica en het geld. Andrea start een affaire met Peter. |            |                                                    |                     |                                              |                   |  |
| 132 | 20         | You Gotta Have Heart                               | Gilbert M. Shilton  | Max Eisenberg                                | 8 februari 1995   |  |
| Valerie verlaat het huis van de familie Walsh en neemt haar intrek in een hotel. Er is een breuk in de relatie tussen Brandon en Kelly. Donna weigert om met Ray naar bed te gaan. Hij komt - eerder onbedoeld - in de hotelkamer van Valerie terecht. LuAnn achterhaalt dat hij Donna bedrogen heeft, maar laat het daar ook bij. Steve tracht de r&b-groep "Jade" te boeken voor een Valentijnsavond in Peach Pit After Dark. |            |                                                    |                     |                                              |                   |  |
| 133 | 21         | Stormy Weather                                     | Bethany Rooney      | Teleplay by: Lana Freistat Melman            | 15 februari 1995  |  |
| Brandon achterhaalt dat de organisatie van Patrick Finley in feite een sekte is en hij wil Kelly dit doen inzien. Daarom gaat hij op zoek naar een ex-lid van de sekte. Ray tracht Valerie te overhalen om hun slippertje geheim te houden. |            |                                                    |                     |                                              |                   |  |
| 134 | 22         | Alone at the Top                                   | Victor Lobl         | Steve Wasserman & Jessica Klein              | 22 februari 1995  |  |
| Valerie is nu de nieuwe eigenares van Peach Pit. Ze dwingt Ray om hun affaire verder te zetten waarop hij de stad verlaat. Op de universiteit wordt iemand verkracht. Hoofdverdachte is Lenny, een voormalige soldaat die in de gevangenis zat omwille van verkrachting. Valerie tracht Dylan te overhalen om samen wiet te roken. Hij weigert en zoekt zijn voormalige medepatiënten in het afkickcentrum op. Peter overhaalt Andrea om zogezegd de nachtshift te doen zodat ze hun geheime relatie kunnen verderzetten. |            |                                                    |                     |                                              |                   |  |
| 135 | 23         | Love Hurts                                         | Gilbert M. Shilton  | Teleplay by: Ken Stringer                    | 1 maart 1995      |  |
| Lenny wordt vrijgelaten, maar iedereen verdenkt hem als zijnde de "studentenverkrachter". De echte verkrachter overmeestert Donna in haar strandhuis, maar wordt net op tijd gered door David. Valerie manipuleert Donna zodat zij denkt dat het David zijn schuld is dat Ray is vertrokken. Dylan achterhaalt de geheime relatie tussen Andrea en Peter. |            |                                                    |                     |                                              |                   |  |
| 136 | 24         | Unreal World                                       | David Semel         | Teleplay by: Meredith Stiehm                 | 15 maart 1995     |  |
| Brandon, Kelly, Donna en Steve nemen deel aan het project van Clare en David over intieme en langdurige relaties. Valerie wordt uit het hotel gezet en keert terug naar het huis van de familie Walsh. Dylan en Valerie helpen Charley met zijn filmproject. Jesse biecht aan Andrea op een slippertje te hebben gelopen net op het ogenblik dat zij hetzelfde wil doen. |            |                                                    |                     |                                              |                   |  |
| 137 | 25         | Double Jeopardy                                    | Richard Lang        | Christine Elise McCarthy & Sam Sarkar        | 29 maart 1995     |  |
| Brandon, Clare en Andrea dingen naar een plaats in een variant van het programma waagstuk maar enkel een van hen kan deelnemen. Jesse verhuist naar het huis van Dylan. Mel en Jackie zijn terug samen waardoor David hoopt dat het tussen hem en Donna ook terug goed komt. |            |                                                    |                     |                                              |                   |  |
| 138 | 26         | A Song for My Mother                               | Chip Chalmers       | Max Eisenberg                                | 5 april 1995      |  |
| Donna en David reizen naar Portland: zij om Ray en hij om zijn moeder Sheila te bezoeken. Sheila kan nergens gevonden worden vandaar dat Mel overvliegt. Hij weet Sheila te vinden: ze leeft op straat. |            |                                                    |                     |                                              |                   |  |
| 139 | 27         | Squash It                                          | Les Landau          | Teleplay by: Phil Savath                     | 12 april 1995     |  |
| Steve en David organiseren een hip-hop-avond, maar Steve trekt zich terug nadat hij verneemt dat een van de DJ's een crimineel verleden heeft. Valerie heeft een Australische metalband kunnen strikken. Deze metalband breekt de After Dark club af. Brandon wordt gevraagd om op te letten op Warren, een twaalfjarige jongen met een heel hoog intellegentievermogen: de jongen zou zelfs naar de universiteit mogen gaan doch hij beslist uiteindelijk om dit niet te doen. |            |                                                    |                     |                                              |                   |  |
| 140 | 28         | Girls on the Side                                  | Victor Lobl         | Meredith Stiehm                              | 3 mei 1995        |  |
| Kelly vreest dat haar modellencarrière over is omdat ze niet meer "de looks heeft" van toen ze startte. Allison stopt haar relatie met Dana omdat ze verliefd is geworden op Kelly. Ray heeft een optreden in After Dark. Zijn moeder LuAnn wordt er dronken en wordt naar huis gedaan door David en Clare. Tijdens de rit verklapt LuAnn dat Ray een affaire had met Valerie. Clare en David beslissen om dat niet tegen Donna te zeggen. Jesse kan als klerk starten in Boise, maar neemt de job niet aan omwille van Andrea haar droom om de medische school af te maken. |            |                                                    |                     |                                              |                   |  |
| 141 | 29         | The Real McCoy                                     | Jason Priestley     | Teleplay by: Charles Rosin                   | 10 mei 1995       |  |
| Na een hypnosesessie is Dylan ervan overtuigd dat Kelly zijn soulmate is. Donna tracht een avondje te organiseren met Ray, David en Clare. David en Clare informeren Ray dat ze over zijn affaire met Valerie afweten. Brandon delft het onderspit in de nieuwe verkiezingen van de studentenraad. Jim vreest dat zijn job zal sneuvelen. Jesse krijgt een job aangeboden aan de Yale Law School, maar wil deze enkel aannemen als Andrea haar schoolbeurs niet verliest. |            |                                                    |                     |                                              |                   |  |
| 142 | 30         | Hello Life, Goodbye Beverly Hills                  | James Whitmore, Jr. | Jessica Klein & Steve Wasserman              | 17 mei 1995       |  |
| Dylan vraagt Kelly om met hem op wereldreis te gaan. Brandon vraagt Kelly ten huwelijk, maar zij weigert. Andrea en Jesse maken voorbereidingen om te verhuizen naar Connecticut. De rest van de groep organiseert een verrassingspicknick voor hen. Ray sleurt Donna mee van die uitstap omdat hij vindt dat zij moet studeren. Jim krijgt promotie, maar moet daarvoor verhuizen naar Hong Kong. Hij aanvaardt de job en verhuist met Cindy. |            |                                                    |                     |                                              |                   |  |
| 143 | 31         | P.S. I Love You: Part 1                            | Victor Lobl         | Larry Mollin & Chip Johannessen              | 24 mei 1995       |  |
| Kelly wil haar relatie met Brandon verderzetten, maar hij is misnoegd over haar weigering. In een dronken bui slaapt Brandon met Valerie, maar daarbij krijgt hij een visioen van zijn ouders die teleurgesteld zijn. Dylan achterhaalt dat een van de filmproducers - Tom - lid is van de maffia en dat die Tom iets te maken heeft met de moord op zijn vader. |            |                                                    |                     |                                              |                   |  |
| 144 | 32         | P.S. I Love You: Part 2                            | Victor Lobl         | Larry Mollin & Chip Johannessen              | 24 mei 1995       |  |
| Brandon neemt Valerie's wagen, maar wordt door de politie gearresteerd nadat er een joint in wordt gevonden. Dylan contacteert Christine Petit om meer te weten te komen over Tom, maar het gesprek wordt afgeluisterd. Daarop wordt Dylan ontvoerd en met de dood bedreigd. Nadat hij wordt vrijgelaten, stapt hij uit het filmproject. Verder is hij vastbesloten wraak te nemen op de moordenaar van zijn vader. Ray valt Donna fysisch aan waardoor zij van de trap valt. Valerie is getuige van dit incident, maar volgens Donna verloor zij haar evenwicht. Het huis van de familie Walsh wordt verkocht en Brandon heeft twee weken tijd om elders onderdak te vinden. |            |                                                    |                     |                                              |                   |  |

## Seizoen 6
| Nr. serie | Nr. seizoen | Titel van aflevering                 | Regisseur           | Schrijver                         | Uitzenddatum      |  |
| --- | ----------- | ------------------------------------ | ------------------- | --------------------------------- | ----------------- |  |
| 145 | 1           | "Home Is Where the Tart Is"          | Michael Lange       | Jessica Klein                     | 13 september 1995 |  |
| Steve, Brandon en David willen een penthouse huren. Brandon verneemt van het makelaarskantoor dat er kopers zijn voor het huis van de familie Walsh. Deze kopers zijn ook van plan om het gebouw af te breken. Daarom organiseert Brandon met zijn vrienden een feestje waarin ze heel wat vernielingen in het huis aanbrengen. Dan blijkt dat de deal niet doorgaat dus dient men het huis terug in een leefbare staat te brengen. Dylan achterhaalt dat zijn vader werd vermoord door Tony Marchette, een zakenman die connecties heeft met de maffia. |             |                                      |                     |                                   |                   |  |
| 146 | 2           | "Buffalo Gals"                       | James Whitmore, Jr. | Michael Lyons                     | 13 september 1995 |  |
| Het huis is opgeknapt en Brandon en Steve nemen er hun intrek in. Donna vindt de gestolen ring van mevrouw Korman in de jas van Ray. Ook het horloge van Steve wordt gestolen. Valerie achterhaalt dat Ginger achter de misdaden zit wat uiteindelijk ook nog opgezet spel blijkt te zijn zodat Valerie kan bewijzen dat ze terug te vertrouwen is. Kelly is boos op Colin omdat hij niet naar haar verjaardagsfeest komt, niet wetende dat hij een schilderij voor haar aan het afwerken is. Dylan achtervolgt Marchette om uit te vissen of hij Tony kan doden. |             |                                      |                     |                                   |                   |  |
| 147 | 3           | "Must Be a Guy Thing"                | Jason Priestley     | John Eisendrath                   | 20 september 1995 |  |
| Dylan tracht bevriend te geraken met de zoon van Tony Marchette. Zo ontmoet hij ook Toni, de dochter van Tony, die wel iets voor Dylan voelt. Nadat Brandon door Susan - de redactrice van de schoolkrant - wordt afgewezen voor een openstaande positie, schrijft hij een racistisch column over vrouwen zoals Susan deed over mannen. Daardoor wordt Brandon alsnog aangenomen. Men achterhaalt dat Steve zijn wiskunde-examen heeft vervalst waardoor de jongen verplicht wordt om extra wiskundelessen te volgen. Kelly is argwanend wanneer ze ontdekt dat Colin en Valerie in dezelfde muziekgroep zaten en door Europa hebben getoerd. Valerie geeft toe dat ze een oogje had op Colin. |             |                                      |                     |                                   |                   |  |
| 148 | 4           | "Everything's Coming Up Roses"       | Victor Lobl         | Dinah Kirgo                       | 27 september 1995 |  |
| De meiden trachten met succes tickets te bemachtigen voor een bal. Wanneer Colin en Valerie samen op het bal arriveren, moet Colin aan Kelly uitleggen dat hij niets heeft met Valerie. Steve wimpelt op het bal Clare af omdat hij een afspraakje heeft met een vrouw die hij op een chatbox heeft ontmoet. Deze vrouw blijkt Clare te zijn. Toni neemt Dylan mee voor een motorrit. Sheila tracht zelfmoord te plegen. |             |                                      |                     |                                   |                   |  |
| 149 | 5           | "Lover's Leap"                       | Bethany Rooney      | Ken Stringer                      | 04 oktober 1995   |  |
| Valerie heeft nachtmerries over de zelfmoord van haar vader. Davids' moeder moet shocktherapie ondergaan in de hoop dat dit een positief effect heeft op haar chronische depressie. Toni nodigt Dylan uit voor een diner. Hij gaat in de werkkamer van Marchette op zoek naar aanwijzingen, maar wordt betrapt door bodyguard Bruno. Bruno zweert dat hij dit voorval niet aan Marchette zal zeggen. Brandon gaat uit met Susan. |             |                                      |                     |                                   |                   |  |
| 150 | 6           | "Speechless"                         | David Semel         | Larry Mollin                      | 18 oktober 1995   |  |
| Valerie, Kelly, Donna en Clare gaan op roadtrip. Onderweg krijgen ze autopech en moeten overnachten in een klooster bij stilzwijge nonnen. Steve overtuigt Brandon om het huis enkele dagen te verhuren aan een regisseur voor filmopnames, maar verzwijgt dat het over een pornofilm gaat. Marchette bedreigt Dylan en geeft hem advies om ver uit zijn en Tonis' buurt te blijven. Toni gelooft niet dat haar vader achter de moord van Jack zit. |             |                                      |                     |                                   |                   |  |
| 151 | 7           | "Violated"                           | Christopher Hibler  | Larry Mollin                      | 25 oktober 1995   |  |
| Professor Haywood zoekt seksuele toenadering tot Valerie, maar zij weigert. Daarop krijgt ze van hem een onvoldoende op een essay. Op aanraden van David en Susan dient ze een klacht in wegens ongewenste intimiteiten. Wanneer blijkt dat meerdere vrouwen dezelfde klachten hebben, is Haywood verplicht ontslag te nemen. Marchette achterhaalt dat Toni en Dylan elkaar nog zien en spreekt zijn dochter hier over aan. Dit heeft het tegenovergestelde effect waardoor zij intrekt bij Dylan. Steve en Clare boeken een motel. Er liggen enkele seksspeeltjes achtergelaten door de vorige bezoekers. Steve denkt verkeerdelijk dat Clare deze bij zich had en er ontstaat een ruzie tussen beiden omdat zij de gedachte alleen al wansmakelijk vindt. |             |                                      |                     |                                   |                   |  |
| 152 | 8           | "Gypsies, Cramps and Fleas"          | Burt Brinckerhoff   | Christine McCarthy                | 01 november 1995  |  |
| Naar aanleiding van Halloween is er een toekomstvoorspeller aanwezig. Ondanks niemand er in gelooft, kan de vrouw toch wel wat zaken regelen. Zo wordt er een dispuut opgelost tussen Brandon en Susan, David komt dichterbij Valerie en Steve en Clare hebben een rendez-vous in de kleedkamer. Donna gaat naar een optreden van The Cramps waar ze Joe Bradley ontmoet: de quarterback van het schoolteam. Daarop wordt Ray jaloers en valt Donna later op de avond agressief aan. Echter kan Ray de politie overtuigen dat Joe de dader is. Toni tracht haar vader te doen inzien dat ze werkelijk van Dylan houdt. Hij bekent daarop inderdaad achter de moord op Jack te zitten. Toni en Dylan maken daarop plannen om te verhuizen naar Hawaï. |             |                                      |                     |                                   |                   |  |
| 153 | 9           | "Earthquake Weather"                 | Gilbert M. Shilton  | Michael Lyons                     | 06 november 1995  |  |
| Kelly is geschokt wanneer ze verneemt dat Dylan Toni ten huwelijk heeft gevraagd. Ook doet ze haar beklag over de relatie tussen David en Valerie. Marchette doet zich voor blij te zijn met de verloving. Omwille van een aardbeving komen Brandon, Susan en een hoogzwangere vrouw vast te zitten in een lift. Ray zoekt een therapeut op dewelke Donna aanraadt de komende tijd niet in contact te komen met de jongen omwille van zijn agressieve gedrag. |             |                                      |                     |                                   |                   |  |
| 154 | 10          | "One Wedding and a Funeral"          | James Whitmore, Jr. | Steve Wasserman                   | 08 november 1995  |  |
| Tijdens zijn vrijgezellenavond wordt Dylan ontvoerd door huurmoordenaars van Marchette, maar omwille van te veel potentiële getuigen gaat de executie niet door en wordt Dylan vrijgelaten - die dacht dat het hele opzet een grap was van zijn vrienden. Het huwelijk tussen beiden gaan door. Enige tijd later neemt Toni de auto van Dylan op zoek naar haar vermiste kat. Handlangers van Marchette denken echter dat Dylan de wagen bestuurt en openen het vuur waardoor Toni komt te sterven. Een gebroken Dylan besluit om Los Angeles te verlaten. |             |                                      |                     |                                   |                   |  |
| 155 | 11          | "Offensive Interference"             | Scott Paulin        | Larry Mollin                      | 15 november 1995  |  |
| Brandon en Kelly pakken de achtergelaten spullen van Dylan in. Donna vertelt haar ouders uiteindelijk dat ze door Ray van de trap werd geduwd. Haar moeder Felice heeft ook een geheim: ze heeft altijd beweerd te zijn geëindigd in de finale van een schoolwedstrijd, maar in werkelijkheid moest ze al veel eerder opgeven omwille van haar zwangerschap. Valerie helpt privédetective Jonesy met een dubieus plan en wordt daardoor gearresteerd. |             |                                      |                     |                                   |                   |  |
| 156 | 12          | "Breast Side Up"                     | David Semel         | Jessica Klein                     | 22 november 1995  |  |
| Colin en Susan gaan naar New York om er Thanksgiving te vieren. David inviteert zijn moeder voor het feest, maar zij irriteert Valerie met haar keukentips. Steve kan eindelijk Clare haar hart veroveren. Donna heeft als verjaardagscadeau voor Joe een ontmoeting geregeld met Steve Young. Ze wil ook gemeenschap met Joe, maar hij gelooft niet in seks voor het huwelijk. Kelly overnacht in het huis van Steve en Brandon. Valerie maakt een verkeerde conclusie wanneer ze 's ochtends Brandon en Kelly ziet omhelzen. |             |                                      |                     |                                   |                   |  |
| 157 | 13          | "Courting"                           | Gilbert M. Shilton  | John Eisendrath                   | 29 november 1995  |  |
| Joe moet voor de rechtbank verschijnen omwille van zijn vermeende aanval op Donna. Donna biecht op dat Ray de werkelijke dader is, maar de rechter wil dat in eerste instantie niet geloven. Uiteindelijk biecht Ray zelf op een valse verklaring te hebben afgelegd. In principe moet Ray daardoor naar de gevangenis, maar Donna kan de rechter overtuigen dat dat geen goed idee is en dat Ray zijn sessies bij de therapeut moet volhouden. Colin en Kelly babysitten op Erin. Er ontstaat ruzie wanneer Colin verneemt over de omhelzing tussen Brandon en Kelly. Hierdoor verdrinkt Erin bijna in bad. |             |                                      |                     |                                   |                   |  |
| 158 | 14          | "Fortunate Son"                      | James Fargo         | John Eisendrath                   | 13 december 1995  |  |
| Donna springt voor Lisa in als winkelbediende. Isaiah, een kleine jongen, tracht een teddybeer te stelen voor de verjaardag van zijn broer. De broers hebben geen vader en hun moeder is overdag werken. Daarop berslist Donna om het gezin in contact te brengen met een kinderopvang. Dankzij zijn stiefvader krijgt Steve een job. |             |                                      |                     |                                   |                   |  |
| 159 | 15          | "Angels We Have Heard on High"       | Jason Priestley     | Larry Mollin                      | 20 december 1995  |  |
| Brandon is verrast wanneer zijn moeder met Kerstmis aanbelt. Al snel wordt duidelijk dat de reden van haar bezoek te maken heeft met huwelijksproblemen, maar een kerstcadeau van Jim doet haar inzien dat hij nog van haar houdt waarop ze beslist terug te keren naar Hong Kong. Colin wordt betrapt op het nemen van cocaïne. Kelly is er zeker van dat Valerie verantwoordelijk is voor zijn gebruik. Steve moet kerstcadeaus afleveren bij de minnares van zijn baas en diens nichtje. Iemand heeft de adreslabels verwisseld waardoor het nichtje een negligé krijgt waarop Steve wordt ontslagen. Rush biecht op dat hij wel degelijk de biologische vader is van Steve. Rush had destijds een buitenechtelijke relatie met een serveerster die zwanger werd van hem. In ruil voor een aanzienlijke som ging de serveerster akkoord om het kind via adoptie aan hem af te staan.                  |             |                                      |                     |                                   |                   |  |
| 160 | 16          | "Turn Back the Clock"                | Graeme Lynch        | Larry Mollin                      | 03 januari 1996   |  |
| Clare keert terug. Brandon is geïrriteerd omdat Susans ex-vriend Jonathan haar regelmatig opzoekt en het komt tot een gevecht tussen hen. Steve past op zijn twee halfbroers. Joe heeft voor Donna een vogel als huisdier gekocht, maar het beest stoort het seksleven van Steve en Clare. Valerie vindt de drugsvoorraad van Colin en overhandigt dit aan Kelly. David neemt Valerie mee naar een optreden van The Corrs. |             |                                      |                     |                                   |                   |  |
| 161 | 17          | "Fade In, Fade Out"                  | Jason Priestley     | Teleplay by: Meredith Stiehm      | 10 januari 1996   |  |
| Kelly's vader daagt op en overtuigt haar dat hij nu zal blijven en een vaderlijke relatie met haar zal opstarten. Zijn woord is echter van korte duur. Joe heeft hartproblemen. Donna is er zeker van dat de dokters hem enkel zo snel terug op het sportveld willen in plaats van de werkelijke oorzaak te achterhalen en op te lossen. Steve organiseert een filmavond in het thema van Roger Corman. Een zekere Joan is een van de bezoekers. Ze herkent in Nat haar voormalige liefde en ze herstarten hun relatie. |             |                                      |                     |                                   |                   |  |
| 162 | 18          | "Snowbound"                          | Chip Chalmers       | John Whelpley                     | 17 januari 1996   |  |
| Valerie ontdekt dat Kelly de drugs van Colin wellicht zelf gebruikt, maar de anderen hebben hierover hun twijfels. Brandon en Susan staan voor een keuze: zullen ze Joe zijn harttoestand meedelen of niet? Clare en Steve racen met de auto en belanden daardoor terug in de rijschool. Door hun gekibbel worden ze aangeworven om deel te nemen aan een reality programma op televisie. |             |                                      |                     |                                   |                   |  |
| 163 | 19          | "Nancy's Choice"                     | James Whitmore, Jr. | John Eisendrath                   | 31 januari 1996   |  |
| Susan wint een journalistiekwedstrijd met een artikel over een vrouw die moest beslissen of ze al dan niet koos voor abortus. Later verneemt Brandon dat die vrouw in werkelijkheid Susan is en destijds in een dronken bui zwanger werd van Jonathan. Kelly zweert cocaïne af, maar dat is moeilijker dan gedacht. In de hoop om Colin af te laten kicken nodigt Valerie een kunstkenner uit om Colin te overtuigen dat hij werkelijk talent heeft. De kunstkenner koopt twee schilderijen en laat dat nu net werken zijn die Colin onder invloed van drugs maakte. Daardoor is hij ervan overtuigd dat cocaïne hem juist helpt. Steve loopt Elle tegen het lijf, een travestiet die hij ooit met Clare ontmoette. Clare's vader nodigt Elle uit voor een etentje. Clare is verheugd wanneer ze een gesprek overhoort tussen Steve en Elle waarin hij zegt te houden "van de dochter van de kanselier". |             |                                      |                     |                                   |                   |  |
| 164 | 20          | "Flying"                             | Chip Chalmers       | Phil Savath                       | 07 februari 1996  |  |
| Ginger is terug en eist dat Valerie haar hotelkosten en nieuwe jurken betaalt. Verder eist ze 50 000 Amerikaanse dollar, anders dreigt ze een groot geheim van Valerie uit te brengen. Later verandert ze haar mening en wil ze een nacht doorbrengen met David. Kelly steelt de wagen van Brandon en rijdt naar Donna met de melding dat ze verhuist. Nadat Joe na een vliegtuigreis flauwvalt omwille van hartproblemen, gaat hij op consultatie bij dokter Martin. |             |                                      |                     |                                   |                   |  |
| 165 | 21          | "Bleeding Hearts"                    | Jason Priestley     | Teleplay by: Lana Freistat Melman | 14 februari 1996  |  |
| Kelly zoekt Colins' drugsdealer op om cocaïne te kopen. Daarbij wordt ze bijna verkracht door een andere man die zij verwondt met een gebroken fles. Brandon en Jackie hebben een gesprek met Kelly waarop ze beslist naar een afkickcentrum te gaan. Ze verklaart Brandon ook nog steeds verliefd te zijn op hem, maar hij gaat hier niet verder op in. Valerie biecht David haar geheim op, maar omdat ze niet vernederd wil worden, vraagt ze David ook om de nacht door te brengen met Ginger. David vindt het verzoek zo bizar dat hij prompt zijn relatie met Valerie eindigt. Joe wordt ontslagen uit het footballteam en wil daarop stoppen met school, maar Donna kan hem overtuigen dat niet te doen. Donna's studentenclub start een experiment op en vraagt aan de studenten om de komende 24 uur geen enkel seksuele activiteit te hebben.                                                  |             |                                      |                     |                                   |                   |  |
| 166 | 22          | "All This and Mary Too"              | James Fargo         | Sam Sarkar                        | 21 februari 1996  |  |
| Colin bezoekt Kelly met het bericht dat hij is afgekickt. Kelly ziet een verdere relatie niet zitten omdat ze vreest dat ze daardoor allebei terug verslaafd geraken. Steve, Brandon, Clare, Susan en David gaan op skireis. Susan en Brandon wijken van de skipiste af. Daar breekt Susan haar enkel en nu moeten de twee de natuurelementen doorstaan totdat ze zijn gered. David is depressief omwille van zijn breuk met Valerie. Donna verneemt over een medische ingreep dewelke Joe zijn sportieve carrière kan redden, maar zij moet hem wel kunnen overtuigen om de ingreep te ondergaan. |             |                                      |                     |                                   |                   |  |
| 167 | 23          | "Leap of Faith"                      | Christopher Hibler  | Ken Stringer                      | 28 februari 1996  |  |
| Brandon verblijft bij Susan haar ouders. Zij zijn ouderwets en stellen een reeks lastige vragen aan Brandon over zijn relatie met Susan. Wanneer blijkt dat Brandon bij Susan heeft geslapen en niet in de logeerkamer zijn ze dan ook overstuur. Kelly wordt bevriend met Tara, een meisje dat sinds kort ook in het afkickcentrum verblijft. Colin en Danny gaan drugs kopen, maar op dat ogenblik is er een razzia van de politie. Colin vlucht met de wagen aan een zeer hoge snelheid. De politie achtervolgt hem. Deze achtervolging wordt live uitgezonden op televisie. Hank tracht zijn jongere broer Joe te overtuigen zich niet te laten opereren. Donna is van mening dat Hank dit uit jaloezie doet. |             |                                      |                     |                                   |                   |  |
| 168 | 24          | "Coming Out, Getting Out, Going Out" | Gilbert M. Shilton  | John Whelpley                     | 13 maart 1996     |  |
| Valerie tracht de anderen te overtuigen om geld samen te leggen om de borg voor Colin te betalen zodat hij niet in de gevangenis hoeft te verblijven tot aan zijn proces. Tara vlucht uit het afkickcentrum. Kelly en Donna starten een zoektocht. Nat en Joan hebben hun relatie beëindigd omdat de magie verdwenen is. De groep organiseert daarop een romantische avond voor het koppel en brengt hen naar plaatsen die in 1971 belangrijk voor hen waren. Joe ondergaat de operatie. |             |                                      |                     |                                   |                   |  |
| 169 | 25          | "Smashed"                            | Charles Correll     | Meredith Stiehm                   | 20 maart 1996     |  |
| Steve moet onverwacht babysitten op zijn halfbroers Ryan en Austin en dat op de avond waarop hij een feestje organiseert voor zijn vrienden uit de studentenclub. Ryan loopt een alcoholvergiftiging op en moet naar het ziekenhuis worden gebracht. Colins' advocaat raadt aan om schuldig te pleiten met als argument dat de jongen daardoor slechts voor korte periode in de gevangenis zal belanden. |             |                                      |                     |                                   |                   |  |
| 170 | 26          | "Flirting with Disaster"             | David Semel         | John Eisendrath                   | 03 april 1996     |  |
| De groep gaat kamperen, maar de jongens moeten uiteindelijk in de wagen slapen omdat de dames hun tenten niet konden opzetten. Colin zijn vervreemde vader komt op bezoek om hem te steunen in het proces. |             |                                      |                     |                                   |                   |  |
| 171 | 27          | "Strike the Match"                   | James Darren        | Steve Wasserman                   | 10 april 1996     |  |
| Tara krijgt een ongezonde interesse in Kelly. Ze neemt dezelfde haarkleur en kledingstijl over. Verder bekrast ze de auto van Valerie met de tekst "Sterf Val". Donna wordt gevraagd als danseres voor een muziekvideoclip. Joe vindt dit niet leuk omdat Donna nogal karige kledij moet dragen. Brandon weigert een vakantiejob omdat hij vakantieplannen heeft met Susan. |             |                                      |                     |                                   |                   |  |
| 172 | 28          | "The Big Hurt"                       | Frank Thackery      | Larry Mollin                      | 01 mei 1996       |  |
| Tara zet haar zinnen op Brandon en vergiftigt opzettelijk de vis van Kelly. Kelly achterhaalt dat Tara wel degelijk weet waar diens ouders verblijven en belt hen op. Kelly neemt met een smoes Tara mee met de auto, maar zij overhoorde het gesprek. Plots houdt ze Kelly met een wapen onder schot. Kelly tracht te ontsnappen, maar wordt bewusteloos geslagen. Daarop tracht Tara zichzelf en Kelly te doen stikken met de uitlaatgassen van de auto. Kelly komt bij bewustzijn en kan dit alles vermijden. Tara wordt overgebracht naar een psychiatrische instelling. Colin wordt veroordeeld tot twee jaar gevangenis. Carl, een familievriend van Clare, komt op bezoek. De muziekvideo is een succes waardoor David en Donna gevraagd worden om nog drie clips te maken. |             |                                      |                     |                                   |                   |  |
| 173 | 29          | "Ticket to Ride"                     | Anson Williams      | Meredith Stiehm                   | 08 mei 1996       |  |
| Colin slaat op de vlucht waardoor Valerie de waarborg van honderdduizend Amerikaanse dollar dreigt te verliezen. Kelly achterhoudt dat Colin haar opzocht voor hulp. Brandon en Susan hebben vijfduizend Amerikaanse dollar gewonnen met een lottobiljet, maar dat biljet is verloren geraakt. Joe is teleurgesteld dat zijn revalidatie traag vooruit gaat. Hij beseft daarbij ook dat zijn passie voor football is verdwenen. Steve breekt zijn kaak nadat hij van een trap valt. |             |                                      |                     |                                   |                   |  |
| 174 | 30          | "Ray of Hope"                        | Gilbert M. Shilton  | Jessica Klein                     | 15 mei 1996       |  |
| Uiteindelijk verleent Kelly haar hulp in de zoektocht naar Colin. Ze kan hem met behulp van Danny bereiken. Daarop zet ze met de politie een valstrik op. Colin doorziet de intentie en stuurt Danny naar de afspraak. Donna is over haar toeren wanneer blijkt dat ze een videoclip moeten maken voor Ray. Joe geeft football op en vraagt Donna ten huwelijk. Zij weigert. |             |                                      |                     |                                   |                   |  |
| 175 | 31          | "You Say It's Your Birthday: Part 1" | Michael Lange       | Larry Mollin                      | 22 mei 1996       |  |
| Colin tracht het land per boot te verlaten. Valerie schakelt de hulp in van privédetective Jonesy om Colin op te sporen. Als verjaardagsgeschenk krijgt Steve van zijn vader een trip op de Queen Mary cadeau waarop ook zijn vrienden zijn uitgenodigd. David en Donna sturen een bericht naar Brenda en zijn verbaasd wanneer ze antwoord krijgen van Dylan. Susan krijgt een job aangeboden als medewerkster in de campagne van de presidentsverkiezingen. Brandon wil dat zij daar niet op ingaat daar hij zijn eigen job heeft opgegeven omwille van hun geplande zomervakantie. |             |                                      |                     |                                   |                   |  |
| 176 | 32          | "You Say It's Your Birthday: Part 2" | Michael Lange       | Larry Mollin                      | 22 mei 1996       |  |
| Als verrassing op zijn verjaardagsfeest geven Goo Goo Dolls een optreden. Susan neemt de aangeboden job toch aan wat tot een onmiddellijke relatiebreuk met Brandon leidt. Brandon en Steve verlaten het schip om iets te drinken in een lokale bar. Daar merken ze Colin op. Brandon, Steve, Valerie en Kelly achtervolgen Colin en kunnen hem in bedwang houden tot wanneer de politie arriveert. Joan en Nat zijn verbaasd wanneer blijkt dat zij zwanger is. Daarop beslissen ze om zich te verloven. Onder invloed van champagne beslissen Donna en David om hun relatie nogmaals een kans te geven. Wanneer duidelijk wordt dat Dylan en Brenda terug een koppel zijn, tracht Kelly ook Brandon te overtuigen, maar hij wil nog enige tijd afwachten om hun relatie een kans te geven. |             |                                      |                     |                                   |                   |  |

## Seizoen 7
| Nr. serie | Nr. seizoen | Titel van aflevering        | Regisseur           | Schrijver                  | Uitzenddatum      |  |
| --- | ----------- | --------------------------- | ------------------- | -------------------------- | ----------------- |  |
| 177 | 1           | "Remember the Alamo"        | James Whitmore, Jr. | Larry Mollin               | 21 augustus 1996  |  |
| Brandon en Steve zijn op roadtrip en belanden in het stadje Hadley in Texas. Al snel wordt duidelijk dat de bevolking racistisch is naar zwarte personen. Donna en David werken met een veeleisende zanger aan een videoclip. Kenny Bannerman, een ex-collega van Jim, wordt ingehuurd om Peach Pit After Dark te restylen. |             |                             |                     |                            |                   |  |
| 178 | 2           | "Here We Go Again"          | Anson Williams      | Steve Wasserman            | 28 augustus 1996  |  |
| Clare komt tot de conclusie dat de vriendengroep "incestueus" is en dat al de jongens al een relatie hebben gehad met de meisjes. Ryan en Austin worden betrapt wanneer ze halfnaakte meisjes begluren waarop Steve hen een les geeft over het respecteren van vrouwen. Kelly heeft tijdens de vakantie een cursus gevolgd en doet nu stage in een Aids-centrum. Brandon wordt aangenomen bij het televisiestation van zijn school. Valerie start een relatie met Kenny niet wetende dat hij getrouwd is. |             |                             |                     |                            |                   |  |
| 179 | 3           | "A Mate for Life"           | Burt Brinckerhoff   | John Whelpley              | 04 september 1996 |  |
| Lily komt naar Los Angeles voor het huwelijk van haar moeder Joan met Nat. Het huwelijk wordt verstoord omdat Joan moet bevallen. Ze staat er op dat ze niet wil bevallen als ongetrouwde vrouw, dus wordt het huwelijk voltrokken in de gang naar de verloskamer. Ze bevalt van een zoon Frankie. In het Aids-centrum geraakt Kelly bevriend met de homoseksuele Jimmy. David weigert om het huwelijk van Joan en Nat te filmen omdat hij werk gaat zoeken bij een andere producer van videoclips. Valerie komt Kenny met zijn vrouw en zoon tegen en beseft dat hij heeft gelogen over zijn burgerlijke stand. |             |                             |                     |                            |                   |  |
| 180 | 4           | "Disappearing Act"          | David Semel         | John Eisendrath            | 11 september 1996 |  |
| Kelly verzorgt een wonde van Jimmy waarbij er wat van zijn bloed op haar hand is gevallen. Uit vrees dat ze besmet is, gaat ze ter consultatie bij een dokter. Ondanks hij haar geruststelt dat ze via die manier geen Hiv / Aids kan oplopen, ondergaat ze toch een test daar ze in het verleden meermaals onveilige gemeenschap had. De test is negatief. Jimmy vertrouwt Kelly toe dat hij nog maar enkele dagen te leven heeft. Donna vertelt Mel dat David gestopt is met zijn studies. Daarop stelt Mel hem een ultimatum: of David maakt zijn studies af of hij krijgt geen enkele vorm van financiële steun. Brandon en Mark nemen Tracy Gaylian aan als nieuwsanker voor CU News, maar net voor haar eerste uitzending krijgt ze een paniekaanval. Kenny wil zijn geheime relatie met Valerie niet stoppen.                          |             |                             |                     |                            |                   |  |
| 181 | 5           | "Pledging My Love"          | James Darren        | Phil Savath                | 18 september 1996 |  |
| Kelly en David gaan met Jimmy naar de synagoge. De volgende dag sterft Jimmy. Donna geeft de verlegen Dani een restyling. Wanneer Dani opmerkt hoe elitair de studentenvereniging van Donna is, neemt Donna ook ontslag. Steve en zijn studentengroep streaken tijdens een speech van kanselier Arnold. CU News heeft hiervan video-opnames die door de decaan worden opgeëist om na te gaan wie er streakte. Tracy vindt een manier om de videoband te wissen voordat de decaan deze kon bekijken. |             |                             |                     |                            |                   |  |
| 182 | 6           | "Housewarming"              | Chip Chalmers       | Jessica Klein              | 25 september 1996 |  |
| David en Mark houden een feestje in hun huis in de bergen. Daar betrapt Clare Steve kussend met een andere vrouw en verbreekt ze de relatie ook omdat ze zijn excuses meer dan beu is. Omwille van een grote bosbrand dreigt het huis ook in vlammen op te gaan, maar de wind draait tijdig. David heeft te veel gedronken en heeft de volgende dag een kater. Donna wil in het bos een ree helpen, maar komt ten val en kan niet meer recht. Ze wordt gered door de brandweer die nog aan het nablussen zijn. Mark heeft een oogje op Kelly. Kenny en zijn vrouw beslissen om te scheiden. Zolang die scheiding geen feit is, wil Kenny Valerie niet zien omwille van eventuele betichting van overspel waardoor zijn vrouw een schadevergoeding kan vragen. Valerie stormt het kantoor van Kenny binnen en meldt dat ze zwanger is van hem. |             |                             |                     |                            |                   |  |
| 183 | 7           | "Fearless"                  | Harvey Frost        | Larry Mollin               | 30 oktober 1996   |  |
| Kenny eist dat Valerie een abortus laat uitvoeren en dat ze daarvoor 100 000 Amerikaanse dollar van hem krijgt. Steve is jaloers wanneer hij verneemt dat Clare met Dick Harrison naar een Halloween concert gaat. Daarom huurt hij een escorte in om Valerie ook jaloers te maken. David wordt verwacht om het weekend door te brengen bij zijn grootvader, maar daagt niet op. Op het einde van het weekend verneemt David dat zijn grootvader is overleden aan een hartinfarct. |             |                             |                     |                            |                   |  |
| 184 | 8           | "The Things We Do for Love" | Gilbert M. Shilton  | Laurie McCarthy            | 06 november 1996  |  |
| Kelly en Steve vermoeden dat Valerie nooit zwanger is geweest. David erft 250 000 Amerikaanse dollar en een Ford Thunderbird. David's moeder Sheila maakt zich zorgen over zijn drankgebruik. Tracy overweegt om haar job als nieuwsanker op te geven. Nog steeds uit jaloezie richt Steve met zijn studentenclub een roeibootteam op om het op te nemen tegen de ploeg van Dick. |             |                             |                     |                            |                   |  |
| 185 | 9           | "Loser Takes All"           | Christopher Hibler  | John Eisendrath            | 13 november 1996  |  |
| Kelly vertelt Brandon haar ongeloof over de zwangerschap van Valerie. Brandon bezoekt Kenny, maar hij beweert dat hij het geld gaf zodat Valerie uit zijn buurt bleef. Uiteindelijk biecht Valerie op dat ze niet zwanger was en geeft ze het geld terug. Mel is bezorgd over de financiële uitgaven van David en vraagt Donna om een oogje in het zeil te houden. David heeft de intentie om de helft van de aandelen van Peach Pit over te kopen. Steve imponeert Clare met zijn trainingen voor de roeibootwedstrijd. Zij beseft dat ze nog steeds van hem houdt. |             |                             |                     |                            |                   |  |
| 186 | 10          | "Lost in Las Vegas"         | Michael Lange       | Steve Wasserman            | 20 november 1996  |  |
| David neemt Valerie, Steve en Clare mee naar Las Vegas. Daar vergokt David een grote som geld. Later op de avond gaat hij met twee onbekende meisjes naar een ander casino. Zij nemen hem vervolgens mee naar hun motel waar hij wordt gedrogeerd en beroofd van al zijn bezittingen. Brandon ontmoet in Peach Pit Melanie. Zij heeft net vernomen dat haar verloofde er met een andere vrouw vandoor is. Steve steelt een werk van Brandon en dient het in als zijn eigen studieproject. Kelly twijfelt of ze al dan niet een relatie start met Mark. |             |                             |                     |                            |                   |  |
| 187 | 11          | "If I Had a Hammer"         | Jason Priestley     | John Whelpley              | 27 november 1996  |  |
| Omwille van zijn agressieve gedrag moet David van zijn vader naar een psycholoog. Er wordt een milde vorm van een manische depressie vastgesteld. Medicatie is niet nodig op voorwaarde dat hij zijn therapie verderzet en stopt met drinken. Donna steunt David en ze worden terug een koppel. Professor Randall leest het werk dat Steve had ingediend en komt tot de conclusie dat dit door Brandon werd geschreven. Hij klaagt beiden aan: Steve omwille van plagiaat en Brandon omdat hij Steve heeft geholpen. Kelly en Mark gaan op romantisch weekend, maar daar hun reservatie verloren is gegaan, eindigen ze in een motel waar ze een voedselvergiftiging oplopen. |             |                             |                     |                            |                   |  |
| 188 | 12          | "Judgement Day"             | David Semel         | Phil Savath                | 11 december 1996  |  |
| Tijdens een hoorzitting geeft Steve toe dat hij plagiaat pleegde in tegenstelling tot Brandon die volhoudt dat hij niet in het complot zit. Professor Randall brengt allerhande valse bewijzen aan om toch te kunnen aantonen dat Brandon wel degelijk betrokken is. Uiteindelijk wordt Brandon vrijgesproken en krijgt Randall een blaam. Mark is niet opgezet met het verrassingfeest dat Kelly organiseerde voor zijn verjaardag te meer omdat iedereen enkel aandacht heeft voor Brandon. Donna kan David overtuigen om de aandelen van Peach Pit niet te kopen. |             |                             |                     |                            |                   |  |
| 189 | 13          | "Gift Wrapped"              | Kevin Inch          | Christine McCarthy         | 18 december 1996  |  |
| Donna gaat met haar moeder Felice dineren bij Mel en Jackie. Felice heeft problemen met het feit dat Jackie en Mel niet zijn getrouwd en dat David gedragsproblemen heeft. Kelly verneemt dat ze een halfzus heeft: Joy Taylor. |             |                             |                     |                            |                   |  |
| 190 | 14          | "Jobbed"                    | Jason Priestley     | Larry Mollin               | 08 januari 1997   |  |
| Brandon en Mark dingen beiden naar een studiebeurs. Brandon krijgt deze. Mark is teleurgesteld en vindt dat Kelly meer voor Brandon supporterde dan voor hem. Daarop beëindigen ze hun relatie. Steve solliciteert naar een baan. De interviewster wel hem de baan geven op voorwaarde dat hij met haar naar bed gaat. Donna springt in op het werk van haar vader ter vervanging van een zieke receptioniste. |             |                             |                     |                            |                   |  |
| 191 | 15          | "Phantom of CU"             | Les Landau          | Steve Wasserman            | 15 januari 1997   |  |
| Donna wordt het weermeisje van de schooltelevisie en geeft daarbij ook modeadvies. Ze krijgt sindsdien dreigbrieven van een stalker. Steve ontdekt dat in de schoolkelders een dakloze woont. Tom is een kameraad van zangeres Donna Lewis en kan haar overhalen te komen zingen op een studentenfeest. |             |                             |                     |                            |                   |  |
| 192 | 16          | "Unnecessary Roughness"     | Gilbert M. Shilton  | John Whelpley              | 22 januari 1997   |  |
| David en Tom organiseren in Peach Pit een "Super Bowl"-party. Steve heeft T-shirts gekocht om op de fuif te verkopen, maar er staan Europese voetballen op in plaats Amerikaanse. Donna denkt dat Slan, de man die haar ooit verkrachtte. haar stalker is nu deze blijkbaar vroegtijdig uit de gevangenis is gekomen. Brandon en Tracy gaan naar de ranch van haar ouders. |             |                             |                     |                            |                   |  |
| 193 | 17          | "Face-Off"                  | Chip Chalmers       | Laurie McCarthy            | 29 januari 1997   |  |
| Slan duikt op in het klaslokaal van Donna waarop zij wegvlucht. Slan verklaart aan Tom en David dat hij Donna wil waarschuwen voor haar stalker. Het komt tot een gevecht tussen beiden. Donna pluist uit dat Slan inderdaad de waarheid sprak. Kelly zet haar zinnen op Tom, maar Valerie denkt dat Kelly dat enkel doet om haar te kwetsen. Tracy bekent dat ze verliefd is op Brandon. Brandon wordt jaloers wanneer Kelly en Tom kussen. Steve en Clare overwegen om te gaan samenwonen. |             |                             |                     |                            |                   |  |
| 194 | 18          | "We Interrupt This Program" | Kevin Inch          | John Eisendrath            | 05 februari 1997  |  |
| Evan houdt Donna, Brandon, Tracey en nog enkele anderen onder schot nadat is uitgekomen dat hij de stalker is. Valerie wil dat Tom Kelly niet langer ziet. David stapt meer een meer op met zangeres Cloe Davis. |             |                             |                     |                            |                   |  |
| 195 | 19          | "My Funny Valentine"        | David Semel         | Jessica Klein              | 12 februari 1997  |  |
| Donna is nog steeds in shock van de gijzeling. Luther Vandross treedt in Peach Pit op. Abby, de vervreemde moeder van Valerie, vraagt haar dochter geld. Valerie vindt dat Abby haar huis moet verkopen. In een emotionele bui vraagt Valerie Kelly om haar relatie met Tom te stoppen, waarop Kelly ingaat. Tracy vindt de huwelijksring die Brandon ooit voor Kelly kocht en trekt daaruit verkeerde conclusies. |             |                             |                     |                            |                   |  |
| 196 | 20          | "With This Ring"            | Jason Priestley     | Phil Savath                | 19 februari 1997  |  |
| Na het ringincident zoekt Tracy Kelly op. Kelly geeft toe dat ze nog van Brandon houdt. Brandon verkoopt de ring om een broche te kopen voor Tracy. Wanneer Kelly dat verneemt, koopt ze in de winkel de ring terug. Abby wil niet geloven dat haar man Valerie als kind mishandelde. Donna moet kiezen tussen David en Cliff. |             |                             |                     |                            |                   |  |
| 197 | 21          | "Straight Shooter"          | Chip Chalmers       | Larry Mollin               | 26 februari 1997  |  |
| Dick, een drugverslaafde vriend van Steve, sterft omwille van een overdosis heroïne. Donna verkiest David boven Cliff waarop laatste een job aanneemt bij Disneyword. |             |                             |                     |                            |                   |  |
| 198 | 22          | "A Ripe Young Age"          | Scott Paulin        | Steve Wasserman            | 05 maart 1997     |  |
| Donna's grootmoeder blijkt ooit een relatie te hebben gehad met de grootvader van David, maar hij kwam om tijdens de Tweede Wereldoorlog. Kelly vindt Joey, een elfjarig verloren gelopen jongetje, en brengt hem naar een sociale opvang. Steve krijgt hulp van Clare, Brandon en Tracy om te acteren in een reclamespot. |             |                             |                     |                            |                   |  |
| 199 | 23          | "Storm Warning"             | Bethany Rooney      | John Whelpley              | 19 maart 1997     |  |
| Joey staat terug bij Kelly aan de deur en zegt dat hij bij zijn moeder is weggelopen omdat zij hem niet langer wil zien nu ze zwanger is van zijn stiefvader. Kelly brengt de familie terug samen. Rob, een nieuwe vriend van Valerie en acteur van beroep, heeft een rol verworpen. Valerie krijgt van zijn manager een grote som als ze Rob kan overtuigen de rol toch aan te namen. Brandon krijgt van zijn ouders een uitnodiging om hen te bezoeken in Hong Kong. De vader van Donna krijgt een beroerte. |             |                             |                     |                            |                   |  |
| 200 | 24          | "Spring Breakdown"          | Charlie Correll     | Teleplay: John Eisendrath  | 02 april 1997     |  |
| Brandon en Tracy reizen naar Hong Kong. Kelly is gefrustreerd nadat ze in een dronken bui haar "huwelijksring" verliest. Felice wil dat John wordt verzorgd in een opvangtehuis, maar Donna vindt dat hij beter thuis kan worden verzorgd. Valerie wordt de nieuwe manager van Rob. |             |                             |                     |                            |                   |  |
| 201 | 25          | "Heaven Sent"               | Anson Williams      | Teleplay: John Whelpley    | 09 april 1997     |  |
| Mariah Murhpy, een voormalige vriendin van Brandon, geeft op de universiteit een lezing over haar nieuwe boek. Clare verliest het computerbestand waarin haar eindwerk staat. De film waarin Rob acteert wordt de grond ingeboord door critici en hij beslist om uit het vak te stappen en terug naar Indiana te keren. David plant in het geniep een verrassing voor Donna, maar door zijn vreemde gedrag vreest Donna dat zijn psychische problemen zijn teruggekeerd. |             |                             |                     |                            |                   |  |
| 202 | 26          | "The Long Goodbye"          | Les Sheldon         | Ken Stringer               | 16 april 1997     |  |
| Brandon stopt zijn relatie met Tracy en gaat uit met Kelly. Valerie en Tracy sturen daarop een vervalst telegram naar Kelly met melding dat Dylan onderweg is met het vliegtuig. Het opzet mislukt. Steve en Donna nemen deel aan een talentenjacht. Ze overhaalt haar moeder om te komen kijken zodat ze zich kan ontspannen nu ze zich ontfermt over de herstellende Mel. |             |                             |                     |                            |                   |  |
| 203 | 27          | "I Only Have Eyes for You"  | Christopher Hibler  | Laurie McCarthy            | 23 april 1997     |  |
| Omwille van dronkenschap blijft Valerie bij Kelly overnachten. De volgende dag verspreidt ze het gerucht dat Kelly in haar dagboek voornamelijk slechte dingen over de anderen schrijft. Brandon en Steve gaan naar een autoshow en mogen van een verkoper een elektrische auto uittesten. Tijdens de testrit worden ze door de politie gearresteerd wegens autodiefstal. Iedereen snauwt Valerie af vandaar dat ze beslist om te investeren in de film van Kelly haar vader. |             |                             |                     |                            |                   |  |
| 204 | 28          | "All That Jazz"             | Kevin Inch          | Teleplay: Phil Savath      | 30 april 1997     |  |
| Kelly en Valerie hebben griep waardoor ze genoodzaakt zijn om met elkaar te praten. Dit maakt hun onderlinge relatie nog slechter waardoor Valerie aan Brandon beweert dat Kelly gaat verhuizen. Kelly ontkent en tracht Brandon te overtuigen om Valerie buiten te zetten. David en Donna gaan naar een zakengesprek in New Orleans dat op een sisser afloopt. Daarbij overslapen ze zich de volgende dag waardoor Donna haar belangrijke spreekbeurt mist. |             |                             |                     |                            |                   |  |
| 205 | 29          | "Mother's Day"              | Chip Chalmers       | Jessica Klein              | 07 mei 1997       |  |
| Kelly is zwanger van Brandon en weet niet wat te doen met de baby. Donna wil niet dat David nog langer samenwerkt met Val waarop Val haar aandelen van Peach Pit verkoopt. Steve vindt een manier waarop Clare en haar vader elkaar ontmoeten. |             |                             |                     |                            |                   |  |
| 206 | 30          | "Senior Week"               | Jefferson Kibbee    | John Eisendrath            | 14 mei 1997       |  |
| Kelly krijgt een miskraam en daarbij het verdict nooit kinderen te kunnen baren. Donna krijgt tijdens een eindexamen een paniekaanval. Kanselier Arnold neemt een job aan in Frankrijk waardoor Steve vreest dat zijn dochter Clare hem zal volgen. Zij verkiest echter bij Steve te blijven. Al het geld van Valerie wordt gestolen. Kelly smeekt Brandon nogmaals om Valerie uit het huis te zetten. |             |                             |                     |                            |                   |  |
| 207 | 31          | "Graduation Day: Part 1"    | Jason Priestley     | Larry Mollin & Phil Savath | 21 mei 1997       |  |
| Valerie tracht Kelly te overhalen om te mogen blijven, maar Brandon zet haar toch buiten. Ook bij Steve is ze niet welkom. Ze checkt in in een motel. Brandon vindt haar afscheidsbrief en maakt hierop uit dat Valerie zelfmoord wil plegen. David helpt Steve en Muntz met een studentengrap. |             |                             |                     |                            |                   |  |
| 208 | 32          | "Graduation Day: Part 2"    | Jason Priestley     | Larry Mollin & Phil Savath | 21 mei 1997       |  |
| Brandon vindt Valerie tijdig en belooft dat zij terug welkom is in het huis. Kelly is van mening dat Valerie haar zelfmoordbrief opgezet spel is. Clare verandert van mening en zal toch met haar vader naar Frankrijk verhuizen. Ze vraagt Steve om mee te gaan, maar hij weigert. Brandon overtuigt Kelly om haar vader op te zoeken, maar dan krijgt ze nieuws dat hij naar de gevangenis moet. Verder wil ze dan Valerie toch nog een kans geven. Donna verliest haar maagdelijkheid aan David. |             |                             |                     |                            |                   |  |

## Seizoen 8
| Nr. serie | Nr. seizoen | Titel van aflevering           | Regisseur          | Schrijver                                                          | Uitzenddatum                                          |  |
| --- | ----------- | ------------------------------ | ------------------ | ------------------------------------------------------------------ | ----------------------------------------------------- |  |
| 209 - 210 | 1           | "Aloha Beverly Hills: Part 1"  | Bethany Rooney     | Michael Braverman                                                  | 10 september 1997 (part 1) 10 september 1997 (part 2) |  |
| Brandon en Kelly willen op reis naar Hawaï, maar omwille van haar nieuwe job kan ze uiteindelijk niet mee. Daar ontmoet Brandon Tracy. Donna moet omwille van haar werk ook naar Hawai waar een fotoshoot wordt genomen. Ze maakt kennis met het model Noah die het hart van Valerie op hol doet slaan. Wanneer Kelly van Donna verneemt dat Brandon en Tracy waterspelletjes doen in de zee, reist ze prompt over. Ze voelt zich onmiddellijk schuldig zeker nadat ze weet dat Tracy verloofd is. David schuift uit op een rots en verwondt zich. Noah beslist om te verhuizen naar Los Angeles. Nadat de groep terug landt in Los Angeles betrappen ze een dievenbende in de parkeergarage. De dieven openen het vuur waarbij Kelly een kogel in haar buik krijgt. |             |                                |                    |                                                                    |                                                       |  |
| 211 | 3           | "Forgive and Forget"           | David Semel        | John Eisendrath                                                    | 17 september 1997                                     |  |
| Kelly wordt geopereerd, maar een tweede spoedoperatie is noodzakelijk omwille van een bloedklonter in haar longen. Na die operatie lijdt ze aan geheugenverlies. Donna vertelt haar moeder dat David bij haar komt inwonen. Noah en Valerie brengen de nacht samen door, maar hij heeft zijn bedenkingen de volgende ochtend. Dankzij Steve start Carly - die omwille van Steve haar job verloor - in Peach Pit. Steve heeft zichzelf tot sportmanager benoemd om zo in contact te komen met Charlotte, een beroemde basketbalspeelster. Brandon moet tijdens een osloconfrontatie de dader van het schietincident selecteren. Donna start als persoonlijke shopper. |             |                                |                    |                                                                    |                                                       |  |
| 212 | 4           | "The Way We Weren't"           | Frank Thackery     | Michael Cassutt                                                    | 24 september 1997                                     |  |
| Kelly herinnert zich niet een relatie te hebben met Brandon. Ze wordt verliefd op Noah nadat ze verneemt dat ze dankzij zijn bloed nog leeft. De dader die Brandon had aangeduid, heeft geen kruitsporen op zijn lichaam. Brandon overweegt een job bij Seattle Times. Steve zijn carrière is over nadat hij Charlotte op illegale wijze een cadeau overhandigt. Daarop krijgt hij van zijn vader Rush een failliete lokale krantagentschap cadeau. Steve vraagt Brandon om hoofdredacteur te worden waarop hij ingaat om zo dichter bij Kelly te kunnen zijn. Nadat Donna de hond van een van haar klanten verliest, schakelt ze de hulp in van Valerie. Donna vraagt Valerie om haar zakenpartner te worden. |             |                                |                    |                                                                    |                                                       |  |
| 213 | 5           | "Coming Home"                  | Georg Fenady       | Laurie McCarthy                                                    | 01 oktober 1997                                       |  |
| Op aanraden van Noah keert Kelly terug naar Brandon. Haar geheugen en feit dat ze wel degelijk een relatie met Brandon had, komt gedeeltelijk terug na het lezen van de eerste editie van de vernieuwde krant The Beverly Beat. Brandon en Steve onderzoeken - na een verhaal van Donna die getuige was - de omstandigheden waarin een jonge vrouw in een snoepwinkel haar arm verbrandde onder een stoommachine. David laat een rockband overnachten in het appartement van Donna. De zanger van de groep heeft een duidelijke jodenhaat. Noah vertrouwt Valerie toe dat hij een ongeval met een dode op zijn geweten heeft: zijn verloofde stierf nadat hij controle over het autostuur verloor. Valerie krijgt aandacht van de rijke zakenman Cooper Hargrove. |             |                                |                    |                                                                    |                                                       |  |
| 214 | 6           | "The Right Thing"              | Chip Chalmers      | Ken Stringer                                                       | 15 oktober 1997                                       |  |
| Brandon en Donna ontdekken dat Rush eigenaar is van het pand waarin de snoepwinkel is gevestigd. De snoepwinkel is een dekmantel van een illegaal confectiebedrijf dat er ook gevestigd is. Rush ontkent dat hij van dat laatste weet had, maar geeft wel toe dat er verdachte zaken gebeurden. Ook Kelly moet naar de politie voor een osloconfrontatie, maar twijfelt of ze wel de juiste dader heeft aangewezen aangezien dit iemand anders is dan Brandon had aangeduid. |             |                                |                    |                                                                    |                                                       |  |
| 215 | 7           | "Pride and Prejudice"          | Harvey Frost       | Rich Cooper                                                        | 22 oktober 1997                                       |  |
| Brandon overbeschermt Kelly en ziet overal waanbeelden van mogelijke misdadigers. De man die Kelly had aangeduid, is wel degelijk de schutter. De man die Brandon had aangeduid blijkt de chauffeur te zijn. David tracht de muziekband Cain Was Able een optreden te bezorgen totdat hij beseft dat de groep racistische teksten zingt. Donna ontdekt dat Valerie al haar klanten heeft overgenomen. |             |                                |                    |                                                                    |                                                       |  |
| 216 | 8           | "Toil and Trouble"             | Richard Denault    | Elle Triedman                                                      | 29 oktober 1997                                       |  |
| Noah stelt zijn bedrijfsplan voor aan een zakenman. Val krijgt een invitatie van Cooper om naar een bal te gaan. Noah wil Val verrassen en gaat ook naar het bal. Cooper beseft dat Valerie Noah aan het lijntje heeft gehouden en verbreekt daarop zijn relatie met haar. David kan de huur van After Dark niet betalen vandaar dat hij een cheque van Donna vervalst. Donna krijgt van een van haar klanten het verzoek om op zoek te gaan naar een helderziende die in contact kan komen met haar overleden man om zo te weten te komen waar enkele dure juwelen verborgen liggen. |             |                                |                    |                                                                    |                                                       |  |
| 217 | 9           | "Friends, Lovers and Children" | Michael Ray Rhodes | John Whelpley                                                      | 05 november 1997                                      |  |
| Brandon en Kelly zijn verbaasd dat Erica, de zus van Dylan, nu als prostituee werkt. Ze nemen haar in vertrouwen, maar Erica gaat er vandoor met enkele waardevolle voorwerpen. Donna achterhaalt dat David een cheque heeft vervalst. Ze verbreekt haar relatie met hem en zet hem uit het huis. Daarop gaat David naar een dubieuze geldlener om alzo After Dark te kunnen redden. Steve gaat met Zach, het zoontje van zijn nieuwe vriendin Carly, voetballen. Plots duikt Jodi op, een vrouw met wie Steve enkele maanden eerder een korte relatie had. Zij beweert zwanger te zijn van hem. Valerie verontschuldigt zich bij Noah en ze herstarten hun relatie. Even later wordt hij door de politie opgepakt na een cafégevecht: het is de verjaardag van zijn overleden verloofde. Brandon betaalt de borgtocht. Noah biecht op dat hij in werkelijkheid een universiteitsdiploma heeft van Harvard en miljonair is dankzij de oliemaatschappij van zijn ouders. |             |                                |                    |                                                                    |                                                       |  |
| 218 | 10          | "Child of the Night"           | Les Sheldon        | John Eisendrath                                                    | 12 november 1997                                      |  |
| Erica wordt gearresteerd omwille van prostitutie. Brandon schrijft een verhaal over haar en haar gewelddadige pooier. Er wordt een rechtszaak aangespannen tegen de pooier en Brandon dreigt naar de gevangenis gestuurd te worden omdat hij zijn bronnen niet wil vrijgeven. Jodi blijft erbij dat Steven de vader is van het ongeboren kind. Op aanraden van Carly ondergaat hij een vaderschapstest. Mel helpt David met de betaling van zijn bijna-bankroet en de terugbetaling aan Donna. David moet wel de intresten zelf betalen aan de woekeraar. David wordt hardhandig aangepakt door die woekeraar. Noah komt dit te weten en betaalt de schulden anoniem. |             |                                |                    |                                                                    |                                                       |  |
| 219 | 11          | "Deadline"                     | Jon Paré           | Michael Cassutt                                                    | 19 november 1997                                      |  |
| Brandon wordt gearresteerd omwille van obstructie van het onderzoek. Daarop gaat Erica akkoord om mee te werken met het onderzoek op voorwaarde dat ze zelf buiten schot blijft. Vandaar dat er een undercoveroperatie wordt opgezet waarbij haar pooier Riggs wordt gearresteerd in haar bijzijn omwille van drugshandel. Erica verhuist naar haar broer Dylan. David zet per ongeluk After Dark in brand terwijl het gebouw niet meer verzekerd is voor brandschade. Daardoor verliest hij ook het pand. Uit medelijden mag David terugkeren naar het huis van Donna, maar bij aankomst ziet hij Donna en Noah kussen. Valerie achterhaalt dat Noah rijk is en wil dat hij dit zegt tegen Donna. Noah doet dit en zegt daarbij dat hij het pand van After Club heeft gekocht en David terug kan keren, maar hij wil niet. Steve is niet de biologische vader van het kind dat Jodi verwacht.                                                                          |             |                                |                    |                                                                    |                                                       |  |
| 220 | 12          | "Friends in Deed"              | Richard Denault    | Elle Triedman                                                      | 03 december 1997                                      |  |
| Kelly verdenkt dokter Monahan ervan patiënten te betasten op plaatsen waar dit niet noodzakelijk is voor het onderzoek. Ze vraagt Brandon om Emma naar deze dokter te sturen om te controleren of ze het bij het rechte eind heeft. Noah beslist om After Dark zelf te openen en neemt Valerie aan. Valerie en David doen alsof ze een relatie hebben in de hoop dat Donna en Noah jaloers worden. |             |                                |                    |                                                                    |                                                       |  |
| 221 | 13          | "Comic Relief"                 | Chip Chalmers      | John Lavachielli                                                   | 10 december 1997                                      |  |
| Kelly wordt nogmaals op niet-noodzakelijke plaatsen betast door dokter Monahan tijdens een onderzoek. Brandon liegt tegenover Kelly dat hij een dag met Emma op stap gaat. 's Avonds kust Brandon Emma. Wanneer Emma verneemt dat Brandon een relatie heeft, schrijft ze een column. David start in een carwash waar ook Ben werkt, een jonge homo die door zijn ouders het huis werd uitgezet omwille van zijn geaardheid. De neprelatie tussen Valerie en David heeft tot gevolg dat Donna David uit het huis zet. Steve treedt op tijdens een comedy-avond in After Dark. Dit is een succes, maar zijn act is werk van Richard Belzer. |             |                                |                    |                                                                    |                                                       |  |
| 222 | 14          | "Santa Knows"                  | Charles Correll    | Laurie McCarthy                                                    | 17 december 1997                                      |  |
| Kelly overweegt een klacht in te dienen tegen dokter Monahan omwille van ongewenste intimiteiten, maar een van de leidinggevenden raadt dit ten stelligste af. Brandon heeft gemeenschap met Emma, maar krijgt al snel een schuldgevoel. David ontdekt dat Ben zelfmoord wil plegen en kan hem net weerhouden om zijn polsen over te snijden. Na een gesprek met Ben's ouders, is de jongen terug welkom thuis al heeft zijn vader nog moeite. |             |                                |                    |                                                                    |                                                       |  |
| 223 | 15          | "Ready or Not"                 | John McPherson     | Teleplay by: Michael Cassutt & Laurie McCarthy                     | 07 januari 1998                                       |  |
| Omwille van renovatiewerken nemen Carly en Zack tijdelijk hun intrek in het huis van Donna. Zack overtekent de ontwerpen van Donna net voordat zij een belangrijke vergadering heeft met een klant. David geeft aan Donna toe dat zijn relatie met Valerie opgezet spel is. Emma geeft haar ontslag en wordt vervangen door Janet Sosna. Steve en Brandon overtuigen David om voor hun krant te komen werken als muziekcriticus. Valerie chanteert een bookmaker en eist een gedeelte van zijn geld. |             |                                |                    |                                                                    |                                                       |  |
| 224 | 16          | "Illegal Tender"               | Anson Williams     | Ken Stringer                                                       | 14 januari 1998                                       |  |
| Brandon vertrouwt Steve toe vreemd te zijn gegaan met Emma. Wanneer Steve telefoon krijgt van Emma denkt Kelly dat Steve Carly bedriegt. Wanneer de waarheid aan het licht komt, verbreekt Kelly haar relatie met Brandon. Een jonge zangeres wordt ontslagen omwille van een slechte recensie van David. David moet toegeven dat hij fout was en bezorgt haar een optreden in After Dark. Valerie wordt gearresteerd omwille van de chantage. |             |                                |                    |                                                                    |                                                       |  |
| 225 | 17          | "The Elephant's Father"        | Michael Ray Rhodes | Teleplay by: Elle Triedman                                         | 21 januari 1998                                       |  |
| Kelly verhuist naar Donna. Brandon doet alle moeite om haar terug te krijgen en krijgt hierdoor een psychotische aanval. Valerie krijgt een werkstraf in het ziekenhuis waar ook Kelly werkt. Carly's vader krijgt een hartaanval en moet een vierdubbele bypass krijgen. Ze beslist om met Zach naar Montana te verhuizen. David verkoopt een van zijn composities - een liefdeslied aan Donna - aan de opkomende groep "Jasper's Law". |             |                                |                    |                                                                    |                                                       |  |
| 226 | 18          | "Rebound"                      | Charles Pratt, Jr. | Michael Cassutt                                                    | 28 januari 1998                                       |  |
| Valerie haar werkstraf in het ziekenhuis is gedaan, maar ze zorgt er wel voor dat Kelly en Brandon elkaar ontmoeten. Een oude vriendin van Steve duikt op: ze twijfelt of ze al dan niet zal trouwen met haar verloofde. Door haar verhaal beseft Steve dat hij nooit echt van Carly heeft gehouden. |             |                                |                    |                                                                    |                                                       |  |
| 227 | 19          | "Crimes and Misdemeanors"      | Charles Correll    | Laurie McCarthy                                                    | 04 februari 1998                                      |  |
| Valerie is slechtgezind op David omdat hij verhuist naar het oude huis van Carly. David en zijn groep krijgen een platencontract. Valerie is teleurgesteld wanneer blijkt dat David het lied niet voor haar, maar ooit voor Donna schreef. De grootmoeder van Donna is van mening dat David nog steeds de soulmate van Donna is. Donna en David kussen, maar beslissen om toch maar vrienden te blijven. De grootmoeder van Donna overlijdt. Kelly vraagt Brandon om een artikel te schrijven over een ex-gedetineerde die de gewelddadige vriend van zijn moeder vermoordde. Steve heeft een dubbeldate geregeld voor zichzelf en Brandon, maar de twee dames zijn lesbisch en denken dat de twee heren homoseksueel zijn. |             |                                |                    |                                                                    |                                                       |  |
| 228 | 20          | "Cupid's Arrow"                | Kevin Inch         | Melissa Gould                                                      | 11 februari 1998                                      |  |
| Valerie en Noah denken dat ze worden bedrogen door David en Donna. Laatstgenoemden krijgen een auto-ongeluk waarbij Donna haar rug bezeert. Noahs vervreemde broer Josh komt op bezoek. Hij doet rohypnol in de drank van Valerie. Die nacht hebben Noah en Valerie gemeenschap. Daarop beschuldigt Valerie Noah van verkrachting. Kelly heeft een romantische avond met Jeff, maar ze stopt hun relatie in het voordeel van Brandon. |             |                                |                    |                                                                    |                                                       |  |
| 229 | 21          | "The Girl Who Cried Wolf"      | Richard Denault    | Ken Stringer                                                       | 25 februari 1998                                      |  |
| Kelly en Steve denken dat Valerie liegt en totaal geen seks had met Noah. Donna is eenzelfde mening aangedaan, maar twijfelt nadat hij bekent met Valerie te hebben geslapen. De lokale rechtbank klasseert het dossier wegens onvoldoende bewijzen. Josh stelt voor om haar een schadevergoeding van 200 000 dollar te geven, maar verwerpt dat. Donna heeft nog last van haar rug en neemt meer en meer pijnstillers en schakelt over op amfetamines dewelke ze steelt uit de dokterspraktijk van haar vader. David komt niet opdagen op de platenmaatschappij en dreigt daardoor te worden ontslagen. |             |                                |                    |                                                                    |                                                       |  |
| 230 | 22          | "Law and Disorder"             | Kevin Inch         | Doug Steinberg                                                     | 04 maart 1998                                         |  |
| De rechtszaak tegen Noah gaat van start. Hij wordt schuldig bevonden. Donna, op zoek naar medicijnen, vindt de rohypnol waarop Josh toegeeft dat hij de drugs in de drank van Valerie deed. Daarop kunnen zij en Noah Valerie overtuigen om Josh aan te klagen. David en zijn muziekgroep krijgen een nieuwe manager die beslist dat Jasper stante pede de groep moet verlaten. Donna steelt ontwerpen van haar collega. Ze wordt niet veel later bewusteloos gevonden door Noah. |             |                                |                    |                                                                    |                                                       |  |
| 231 | 23          | "Making Amends"                | Joel J. Feigenbaum | Elle Triedman                                                      | 11 maart 1998                                         |  |
| Donna wordt gereanimeerd, maar haar verslaving naar verdovende medicijnen komt al snel terug. Daarbij wordt ze ontslagen omwille van plagiaat. Kelly vindt aan het ziekenhuis een baby die zonet werd achtergelaten door zijn tienermoeder. Kelly beslist daarop om zich op te geven als pleegmoeder. Brandon achterhaalt dat een radiostation smeergeld heeft gekregen van de muziekuitgeverij om de plaat van David zo veel mogelijk te draaien. David verlaat zijn muziekgroep. Josh krijgt een gevangenisstraf van 1 jaar omwille van illegaal drugbezit. Valerie herinnert zich meer en meer van de avond waarop ze verkracht werd en komt tot de conclusie dat noch zij noch Noah verantwoordelijk zijn. |             |                                |                    |                                                                    |                                                       |  |
| 232 | 24          | "The Nature of Nurture"        | Michael Ray Rhodes | Michael Cassutt                                                    | 18 maart 1998                                         |  |
| De baby die Kelly vond, is toegekend aan een homoseksueel koppel. Daarop eist de moeder haar baby terug omdat ze niet wil dat haar zoon door homoseksuelen wordt opgevoed. Kelly heeft een gesprek met de moeder en laatstgenoemde komt tot de conclusie dat haar baby een beter leven zal hebben bij de twee mannen. Noah koopt een bedrijf om de ontwerpen van Donna in productie te brengen. |             |                                |                    |                                                                    |                                                       |  |
| 233 | 25          | "Aunt Bea's Pickles"           | Christopher Hibler | Laurie McCarthy                                                    | 25 maart 1998                                         |  |
| Abby kondigt aan te zijn verloofd met Bill. Val en Kelly willen die relatie saboteren, maar veranderen hun mening wanneer ze inzien dat Abby en Bill degelijk op elkaar verliefd zijn. Valerie vertrouwt David toe dat ze als kind door haar vader seksueel werd misbruikt. Brandon stelt een toekomstplan op voor zijn krant. Donna's jurken worden niet verkocht vandaar dat Noah de volledige stock opkoopt. |             |                                |                    |                                                                    |                                                       |  |
| 234 | 26          | "All That Glitters"            | Michael Lange      | Tyler Bensinger                                                    | 01 april 1998                                         |  |
| Dankzij Kelly krijgt een gehandicapte man een job in de kliniek. David neemt een job aan om jingles te schrijven. Een ballade die hij schreef voor Valerie duikt op in een reclame voor deodorant. Steve realiseert zich dat hij niets gemeenschappelijks heeft met Jill met wie hij enige tijd een relatie heeft. Echter dumpt zij hem eerder. Janet heeft een oogje op Steve, maar hij negeert haar. Donna ontdekt dat Noah haar een valse diamanten ring gaf. |             |                                |                    |                                                                    |                                                       |  |
| 235 | 27          | "Reunion"                      | Chip Chalmers      | Doug Steinberg                                                     | 15 april 1998                                         |  |
| De groep houdt een klasreünie. Andrea komt op bezoek. Ze gaat scheiden van Jesse. Steve is niet opgezet met het feit dat zijn oude klasgenoten denken dat hij met de een of andere bimbo zou komen. Wanneer Janet dat verneemt, doet ze alsof zij zijn vriendin is. Echter heeft hij meer interesse in een andere dame. Zij was vroeger een "lelijk eendje" dat door Steve regelmatig werd gepest. Ze wil nu wraak en via een complot komt Steve volledig naakt voor alle genodigden te staan. Donna is slechtgezind wanneer een roddelblad Noah omschrijft als een van de meest begeerde vrijgezellen van Los Angeles. |             |                                |                    |                                                                    |                                                       |  |
| 236 | 28          | "Skin Deep"                    | Kim Friedman       | Elle Triedman                                                      | 29 april 1998                                         |  |
| Brandon, Steve en David bezoeken de onlangs geopende sekswinkel, enkel en alleen om er een artikel over te kunnen schrijven. Omwille van een misverstand denken David en Valerie dat er iets mis is met hun seksleven. Donna ontdekt dat haar assistent zichzelf verwondt met scheermesjes omdat ze zich lelijk vindt. Daarop beslist Donna dat er in haar volgende catalogus enkel mensen met een normaal uiterlijk mogen poseren in plaats van fotomodellen. Jackie wil een facelift en Erin wil minder calorieën innemen. |             |                                |                    |                                                                    |                                                       |  |
| 237 | 29          | "Ricochet"                     | Anson Williams     | Laurie McCarthy                                                    | 06 mei 1998                                           |  |
| Nadat Brandon enkele weken aan een stuk laat thuiskomt, verdenkt Kelly hem van overspel. Daarop vraagt hij haar prompt ten huwelijk. Noah ontmoet Gwyneth, een oude vriendin. David wordt overvallen aan een bankautomaat. Daarop drinkt hij zich dronken, steelt een wapen en vuurt deze af op een vuilbak. De kogel ketst af en belandt in de arm van Gwyneth. Valerie ontdekt dat ze ruggenmergdonor kan zijn voor een man met leukemie. Diens zoon wil echter dat zijn vader sterft omdat hij zijn kinderen molesteerde. |             |                                |                    |                                                                    |                                                       |  |
| 238 | 30          | "The Fundamental Things Apply" | Harvey Frost       | Michael Cassutt & Melissa Gould                                    | 13 mei 1998                                           |  |
| David stopt zijn relatie met Valerie. Gwyneth geeft toe verliefd te zijn op Noah en schakelt Valerie in om hem van Donna te ontdoen. Val en Gwyneth saboteren de modeshow van Donna door wijn over de kleren te kappen. Valerie heeft gemeenschap met Johnny, de fotograaf van de modeshow, maar ontdekt dan dat hij drugs spuit. |             |                                |                    |                                                                    |                                                       |  |
| 239 | 31          | "The Wedding (Part 1&2)"       | Harry Harris       | John Eisendrath & Laurie McCarthy & Doug Steinberg & Elle Triedman | 20 mei 1998                                           |  |
| Johnny ontkent dat hij spuiten deelt met anderen. Onder dwang van David neemt Valerie toch een AIDS-test af. Johnny geeft toe dat hij AIDS heeft. Brandon en Kelly kibbelen over enkele huwelijkdetails: zo kunnen ze niet de juiste ring vinden. Donna schrikt wanneer Noah haar zegt niet te geloven in het huwelijk. Op de huwelijksdag krijgt Kelly twijfels of ze wel zou trouwen. Ook Brandon twijfelt. |             |                                |                    |                                                                    |                                                       |  |

## Seizoen 9
| Nr. serie | Nr. seizoen | Titel van aflevering                  | Regisseur            | Schrijver                         | Uitzenddatum      |  |
| --- | ----------- | ------------------------------------- | -------------------- | --------------------------------- | ----------------- |  |
| 241 | 1           | "The Morning After"                   | Anson Williams       | John Eisendrath                   | 16 september 1998 |  |
| Het huwelijk tussen Kelly en Brandon is afgelast. Valerie haar Hiv-test is negatief. Ze wil nu dat iedereen enkel nog de waarheid vertelt vandaar dat ze opbiecht dat haar vader geen zelfmoord pleegde, maar dat zij hem vermoordde. Donna en Noah gaan naar het verjaardagsfeestje van zijn vader, maar de avond is een mislukking. Later blijkt dat het bedrijf van Noah's vader failliet is en dat daardoor de gehele familie bankroet is. Steve geraakt bevriend met Sophie Burns, maar zij richt haar ogen op David. |             |                                       |                      |                                   |                   |  |
| 242 | 2           | "Budget Cuts"                         | Chip Chalmers        | Laurie McCarthy                   | 23 september 1998 |  |
| Het ziekenhuis waar Kelly werkt heeft financiële moeilijkheden. Kelly en Brandon trachten hierover een artikel te schrijven, maar al snel blijkt dat samenwerken te veel herinneringen oproept. Daarom organiseren ze een veiling waarbij zij haar huwelijkskleed veilt. David is presentator en krijgt zo een testprogramma bij een lokaal radiostation. Desondanks is er nog te weinig geld waardoor Kelly noodgedwongen ontslag moet nemen. Valerie nodigt haar moeder Abby uit om de waarheid te zeggen betreffende haar vader. Dan blijkt dat Abby wist dat haar man Valerie seksueel misbruikte, maar geen actie ondernam. De vader van Noah pleegt zelfmoord. |             |                                       |                      |                                   |                   |  |
| 243 | 3           | "Dealer's Choice"                     | Jeff Melman          | Douglas Steinberg                 | 30 september 1998 |  |
| Abby kondigt aan dat zij met haar verloofde Carl gaat trouwen. Valerie gaat met Carl naar een casino, maar belanden samen in bed. Kelly is depressief omdat ze denkt dat Brandon een nieuwe vriendin heeft. Noah drinkt te veel en maakt een scène op het 25-jarige huwelijksfeest van Martin. Brandon heeft een sollicitatiegesprek met een krant uit New York. Iemand steelt Donna haar ontwerpen. David zijn auditie bij het lokale radiostation is een succes en hij wordt aangenomen. |             |                                       |                      |                                   |                   |  |
| 244 | 4           | "Don't Ask, Don't Tell"               | Richard Denault      | Ken Stringer                      | 28 oktober 1998   |  |
| Carl verbreekt zijn verloving met Abby omdat hij een toekomst met Valerie beter ziet zitten. Valerie biecht haar moeder op dat zij haar vader vermoordde. Daarop wil Abby haar aangeven bij de politie. Kelly overtuigt Donna om een winkelpand te huren. Daar ontmoeten ze Matt, een advocaat. Noah wordt gearresteerd omwille van dronken rijden. Hij krijgt een boete, een opschortende straf onder voorwaarden en de verplichting om iets te doen aan zijn alcoholverslaving. Sophie en David hebben gemeenschap in het kantoor van Steve's krant, niet wetende dat er net een webcam werd geïnstalleerd dewelke alles live uitzendt op het internet. Matt verdedigt Lenny, een man die zijn vrouw mishandelt. |             |                                       |                      |                                   |                   |  |
| 245 | 5           | "Brandon Leaves"                      | Christopher Hibler   | John Eisendrath                   | 04 november 1998  |  |
| Brandon heeft de job bij de New York Chronicle aangenomen, maar voelt zich bedreigt door Matt die veel tijd doorbrengt met Kelly. Leah blijkt de vrouw te zijn die Kelly ooit als patiënt had in het ziekenhuis. Brandon wijdt een artikel aan de mishandeling van Matt aan Leah en zijn kind. Er wordt een afscheidsfeest georganiseerd voor Brandon. Donna en Noah raken steeds verder uit elkaar waarop zij een emotioneel gesprek heeft met Matt. Valerie legt haar zaak uit aan Matt. Volgens hem gaat het over zelfverdediging al kan de jury een andere mening zijn toegedaan. Abby verklaart dat ze Valerie niet zal aangeven omdat ze beschaamd is dat iedereen hun familiegeheim te weten zal komen. Sophie vindt geen werk in de showbusiness en huurt een advertentiebord waar ze haar foto, nummer en het bericht "Waar is Sophie?" op laat zetten. |             |                                       |                      |                                   |                   |  |
| 246 | 6           | "Confession"                          | Kevin Inch           | Tyler Bensinger                   | 11 november 1998  |  |
| Lenny krijgt gedeeltelijk hoederecht over zijn dochter. Al tijdens het eerste bezoek ontstaat er een vechtpartij. Kelly helpt Leah en haar dochter om te ontsnappen, maar Matt achterhaalt het plan. Matt voelt zich schuldig omdat hij dacht dat Lenny zich zou herpakken na het proces. Valerie gaat zich aangeven bij de politie. David brengt Abby hiervan op de hoogte. Zij kan haar dochter nog net op tijd tegenhouden en bekent dat zijzelf destijds had moeten ingrijpen. Noah is gekwetst wanneer hij Donna en Matt op een feestje ziet en start terug met drinken en mist een bijeenkomst van de AA-club. Sophie krijgt een aanbod voor een filmrol in Parijs, maar David achterhaalt de ware toedracht van de zogezegde regisseur. Steve en Janet hebben het moeilijk om kwalitatieve artikels te schrijven en beslissen om er een tabloid van te maken. Hun eerste artikel gaat over een spookhuis alwaar ze vastgeraken in een grote koelkamer waar ze gemeenschap hebben.                              |             |                                       |                      |                                   |                   |  |
| 247 | 7           | "You Say GoodBye, I Say Hello"        | Michael Lange        | Gretchen J. Berg & Aaron Harberts | 18 november 1998  |  |
| Het is bijna Thanksgiving Day. Kelly en Valerie ruimen de achtergebleven spullen van Brandon op. Daarbij ontdekt Kelly een brief van Valerie die Brandon aanraadt niet te trouwen met Kelly. Daardoor keert zowat iedereen zich tegen Valerie, maar David kan de gemoederen bedaren door Valerie's kinder- en jeugdtrauma's uit de doeken te doen. David heeft een onenightstand met een meisje niet wetende dat zij zeventien jaar is. Noah maakt onder invloed een ongeval. Hij geeft zich aan bij de politie omdat hij vermoedt vluchtmisdrijf te hebben gepleegd. Gina, een nichtje van Donna, kom op bezoek. Zij vangt Noah op. Nadat blijkt dat er niemand werd aangereden, zweert Noah nooit meer alcohol te drinken. Donna vraagt Janet om te komen inwonen. Janet wil geen relatie met Steve omdat ze denkt dat hij haar vroeg of laat zal laten vallen. Tijdens het Thanksgiving-feest kondigt Valerie aan dat ze terugkeert naar Buffalo. Tot ieders verbazing daagt Dylan op tijdens het feest.           |             |                                       |                      |                                   |                   |  |
| 248 | 8           | "I'm Back Because"                    | Artie Mandelberg     | John Eisendrath                   | 02 december 1998  |  |
| David wordt gearresteerd op verdenking van verkrachting van een minderjarige. Daardoor wordt hij ook geschorst door zijn werkgever. Dylan betaalt zijn borgsom nadat hij verneemt dat Denise, het vermeende verkrachte meisje, allerhande leugens vertelt om aandacht te krijgen van haar ouders. Daarop heeft hij een gesprek met haar ouders en wordt de aanklacht uiteindelijk ingetrokken. Uit dank geeft David Dylan onderdak in zijn huis. Steve is ontzet wanneer de veel jongere vriend van zijn moeder een andere vrouw kust. Matt heeft financiële problemen en wordt uit zijn appartement gezet. Steve geeft hem gratis onderdak op voorwaarde dat Matt gratis wettelijk advies geeft aan de krant. Kelly's grootvader weigert een levensnoodzakelijke operatie te ondergaan. Matt maakt zich zorgen over Kelly sinds Dylan terug is. Dylan geeft toe dat hij terugkeerde omdat hij zijn vrienden - en Kelly in het speciaal - te veel miste.                                                              |             |                                       |                      |                                   |                   |  |
| 249 | 9           | "The Following Options"               | Gabrielle Beaumont   | Laurie McCarthy                   | 09 december 1998  |  |
| Kelly's grootvader sterft bijna aan een longziekte. Kelly is niet opgetogen dat Matt het opneemt voor een sigarettenfabrikant. Daarop laat hij de zaak vallen en stopt zelf met roken, maar betrapt Kelly en Dylan al kussende. Gina wordt lastiggevallen door een dronken man. Dylan komt ter hulp, maar de vrienden van de dronken man vernielen daarop zijn Porche. Die nacht krijgt Dylan nachtmerries over Toni waarop hij besluit om de wagen te verkopen. Hij verbrandt het geld grotendeels en koopt daarop heroïne. Samantha wordt ontslagen nadat ze toegeeft lesbisch te zijn. |             |                                       |                      |                                   |                   |  |
| 250 | 10          | "Marathon Man"                        | Joel J. Feigenbaum   | Douglas Steinberg                 | 16 december 1998  |  |
| Dylan neemt Kelly mee op uitstap naar Mexico. Daar koopt hij voor haar een hol standbeeldje waarin hij drugs verbergt. Niet veel later gaat hij met Gina de grens over om op eenzelfde wijze drugs te smokkelen. De winkel van Donna en Kelly wordt leeggeroofd en Sonia wordt als verdachte aanzien. Later blijkt dat een beveiligingsagent de dader is. Steve schenkt met zijn krant 1000 Amerikaanse dollar aan een inzameling voor Aidsonderzoek, maar omwille van een fout wordt er elk uur 1000 dollar overgeschreven. Steve vreest dat dit leidt tot het faillissement, maar net door zijn ongewilde actie wil iedereen nu adverteren in het magazine. Gina stort mentaal in omdat ze er zeker van is dat ze steeds in de schaduw van Donna leefde. |             |                                       |                      |                                   |                   |  |
| 251 | 11          | "How to Be the Jerk Women Love"       | Harvey Frost         | John Eisendrath                   | 13 januari 1999   |  |
| Gina vindt de heroïne waarop Dylan deze wegsmijt. Doch hij blijft in het geheim verder gebruiken. Dylan ontdekt dat het graf van Toni werd verplaatst naar een ongekende plek. Hij koopt een wapen, maar wordt ingerekend door de politie. Kelly helpt David met een nieuw radioprogramma over relaties. Steve geeft tegen betaling advies aan zijn lezers hoe vrouwen te versieren. |             |                                       |                      |                                   |                   |  |
| 252 | 12          | "Trials and Tribulations"             | Roy Campanella II    | Ken Stringer                      | 20 januari 1999   |  |
| Dylan stormt het huis van de familie Marchette binnen en houdt een bejaard koppel onder schot. Zij kochten het huis van Anthony Marchette nadat hij zelfmoord pleegde enkele weken na Toni's dood. De politie arresteert Dylan op huisvredebreuk en ontdekt dat hij heroïne bij zich heeft. Vanuit de gevangenis belt hij Gina met de vraag om hem heroïne te brengen omdat hij niet zonder kan. Een van de lezers spant een rechtszaak aan tegen Steve omdat zijn relatie-advies niet tot het verwachte resultaat leidde en nu zijn geld terug wil. Steve gaat akkoord om de zaak te laten behandelen in de televisieshow van rechter Judge Mary, maar verliest. Desondanks is hij tevreden omdat zijn krant nu gratis publiciteit kon maken op televisie. Donna en Noah nodigen enkele vrienden uit voor een barbecue. Matt brengt Dylan mee en overtuigt hem om zijn drugsprobleem toe te geven. Gina geeft stiekem drugs aan Dylan en hij vertrekt daarop. Daarbij stoot hij tegen Donna die in het zwembad valt. |             |                                       |                      |                                   |                   |  |
| 253 | 13          | "Withdrawal"                          | Kevin Inch           | Tyler Bensinger & John Eisendrath | 27 januari 1999   |  |
| Dylan kan worden overhaald om naar een afkickcentrum te gaan, maar vlucht via een badkamervenster. Kelly is van mening dat Gina en Matt schuldig zijn aan de problemen van Dylan. Kelly vindt een uitgeputte Dylan en brengt hem naar het ziekenhuis. Matt overhaalt de rechtbank om Dylan niet naar de gevangenis te sturen. Dylan krijgt een hartaanval en moet worden gereanimeerd. Kelly beseft dat ze de relatie tussen Gina en Dylan niet in de weg mag staan. Donna ontwerpt een kledingstuk dat een beroemde zangeres zal dragen tijdens een televisieprogramma. Echter ziet de zangeres er op televisie beroerd uit omwille van een slechte haarsnit en een overdaad aan accessoires. Doch dit heeft invloed op de jongere generatie die nu volop komt shoppen bij Donna. |             |                                       |                      |                                   |                   |  |
| 254 | 14          | "I'm Married"                         | Anson Williams       | John Eisendrath                   | 03 februari 1999  |  |
| Matt zoekt Lauren op in een psychiatrische instelling in New York en keert met haar terug. Matt wil haar niet voorstellen aan Kelly en moet uiteindelijk toegeven dat hij getrouwd is met Lauren. Dylan moet als straf gemeenschapsdienst verrichten, maar hij geraakt betrokken in een gevecht met de ploegbaas. Steve en Donna plagen Noah nadat ze hem hebben betrapt tijdens een spel strippoker. |             |                                       |                      |                                   |                   |  |
| 255 | 15          | "Beheading St. Valentine"             | Frank Thackery       | Laurie McCarthy                   | 10 februari 1999  |  |
| Matt wil liever bij Kelly blijven, hoewel hij een schuldgevoel heeft als hij Lauren niet zou helpen. Omwille van de schone schijn doen David en Donna alsof ze een koppel zijn tijdens een bedrijfsfeest. Steve vreest dat hij huidkanker heeft en past zijn levensstijl aan, maar zodra de test negatief blijkt te zijn, herneemt hij zijn oude leven. Dylan en Gina hebben gemeenschap op openbare plaatsen, maar zij voelt zich misbruikt door hem. |             |                                       |                      |                                   |                   |  |
| 256 | 16          | "Survival Skills"                     | Charlie Correll      | Douglas Steinberg                 | 17 februari 1999  |  |
| Lauren krijgt bijverschijnselen van haar medicatie tegen schizofrenie, maar kan niet zonder deze pillen leven. Matt wil via de zwarte markt aan extra pillen geraken zodat ze een tweede huwelijksreis kunnen ondernemen. Omdat Gina insinueert gemeenschap te hebben met Noah, verbreekt Donna haar relatie met hem, maar al snel blijkt de insinuatie een leugen. Donna vergezelt David tijdens zijn nachtshow op de radio wat uiteindelijk in een kus resulteert. Steve en Janet gaan kamperen met twee tieners. Janet verklapt haar ware gevoelens voor Steve wat leidt tot een herstart van hun relatie. |             |                                       |                      |                                   |                   |  |
| 257 | 17          | "Slipping Away"                       | Roy Campanella II    | John Eisendrath                   | 03 maart 1999     |  |
| Kelly en Dylan willen naar Mexico rijden om de medicatie voor Lauren illegaal de Verenigde Staten binnen te smokkelen, maar zij twijfelt eens ze in Mexico zijn. Dylan gebruikt een list zodat zijn auto tijdens het oversteken van de grens niet doorzocht wordt door de douaniers. Lauren wil de pillen niet slikken en wenst terug te keren naar de psychiatrische instelling voor alternatieve medicatie. Donna heeft een date met David waarop Noah haar voor een keuze stelt. Gina ontdekt dat het geld dat ze als kind verdiende als schaatsster volledig is verbrod door haar moeder. Nadat Janet haar vader vertelt een relatie te hebben met Steve - een niet Japanner - wordt ze het huis uitgezet. |             |                                       |                      |                                   |                   |  |
| 258 | 18          | "Bobbi Dearest"                       | Christian I. Nyby II | Laurie McCarthy & Tyler Bensinger | 10 maart 1999     |  |
| Gina klaagt Felice aan voor 1.1 miljoen Amerikaanse dollar voor het verlies van haar schaatsgeld. David tracht via de radio op zoek te gaan naar zijn perfecte liefde. Donna achterhaalt dat Gina en Bobbi zelf het geld hebben verduisterd en een valstrik hebben opgezet om Felice aan te klagen. Lauren heeft de scheiding aangevraagd. Dylan heeft een ongeval met een skijet en wordt gereanimeerd door een man die zelf op het punt stond om zelfmoord te plegen. Dylan financiert een speeltuintje in het ziekenhuis. Steve koopt een boek met allerlei geheimen van al dan niet beroemde personen en wil dit uitgeven. Matt vindt het boek en gebruikt het om de vernoemde personen te chanteren. |             |                                       |                      |                                   |                   |  |
| 259 | 19          | "The Leprechaun"                      | Kevin Inch           | John Eisendrath                   | 17 maart 1999     |  |
| Noah kan de huur van Peach Pit/After Dark niet betalen en wil zijn huur opzeggen. Hij heeft een restaurateur gevonden die ook een hogere huur wil betalen. Dylan ruikt onraad en koopt het betreffende gebouw. Wanneer Claudia haar verblijfsvisum dreigt te vervallen, stelt David voor om met haar te trouwen. Als reclamestunt voor de krant heeft Steve een wedstrijd uitgeschreven: de persoon die de man - verkleed als leprechaun - kan vangen, krijgt "een potje vol met goud". Een slager is in staat de "leprechaun" te vangen en eist nu een letterlijke pot met goud. Wanneer blijkt dat hij de hartoperatie van zijn kind niet kan betalen, richt de krant een benefiet in. Donna is niet opgezet wanneer Kelly een public relation-bureau heeft ingeschakeld om meer volk naar de winkel te lokken. |             |                                       |                      |                                   |                   |  |
| 260 | 20          | "Fortune Cookie"                      | Luke Perry           | Douglas Steinberg & Ken Stringer  | 07 april 1999     |  |
| Claudia wil niet langer een nephuwelijk aangaan met David en besluit terug te keren naar Venezuala om daar een nieuw verblijfsvisum aan te vragen. Dylan regelt een ontmoeting tussen Kelly en haar favoriete zanger, maar Gina gaat eerder naar de zanger en doet zich voor als Kelly. Kelly helpt Matt met een reclamefilm om nieuwe klanten aan te trekken. Donna ontmoet een oude klasgenoot die beweert dat hun toenmalige leraar haar seksueel mishandelde. Donna gaat op onderzoek en ontdekt dat de leraar nog steeds minderjarigen mishandelt. Omwille van een toekomstvoorspeller leidt Steve nu aan plankenkoorts. |             |                                       |                      |                                   |                   |  |
| 261 | 21          | "I Wanna Reach Right Out and Grab Ya" | Jennie Garth         | Gretchen J. Berg & Aaron Harberts | 14 april 1999     |  |
| Alles lijkt er op dat de ouders van Donna uit elkaar zijn, maar volgens Noah heeft haar vader een midlifecrisis. Onder hypnose zegt Kelly dat ze van Dylan houdt. David achterhaalt dat zijn "lievelingsDJ" in een dip zit. Steve en Janet spelen een spel waarbij ze geheimen uit hun kinderjaren moeten vertellen. |             |                                       |                      |                                   |                   |  |
| 262 | 22          | "Local Hero"                          | Joel J. Feigenbaum   | Matt Dearborn                     | 21 april 1999     |  |
| Kelly en Dylan redden een hoogzwangere vrouw en haar kind van een overvaller. Omdat Kelly niet wil toegeven dat ze op dat ogenblik samen was met Dylan, zegt ze dat Steve de held is. Steve geniet van de aandacht, maar krijgt al snel een schuldgevoel. Kelly wil Matt de waarheid opbiechten terwijl Dylan overweegt om zijn relatie met Gina te stoppen. Kelly zegt uiteindelijk tegen Matt dat Dylan de held is, maar verzwijgt dat ze met hem sliep in Mexico. Donna tracht een ontmoeting te regelen tussen Noah en zijn halfzus. Steve gaat naar een samenkomst van seksverslaafden, maar enkel in de hoop om er "vuile verhalen" te horen over beroemde personen. |             |                                       |                      |                                   |                   |  |
| 263 | 23          | "The End of the World as We Know It"  | Michael Ray Rhodes   | Tyler Bensinger                   | 28 april 1999     |  |
| Kelly en Matt babysitten op Erin. Later op de avond hebben ze gemeenschap in de woonkamer niet wetende dat ze worden gefilmd door een de bewakingscamera van het huis. Die tape komt in handen van Dylan en Gina. Omdat Dylan kwaad wordt, beseft Gina dat hij nog gevoelens heeft voor Kelly. Hij geeft toe te hebben geslapen met Kelly in Mexico. Matt verbreekt zijn relatie met Kelly. Wayne, een professionele volleybalspeler, wordt het model voor de nieuwe kledinglijn van Donna. Matt wordt de advocaat van een groep mensen die kanker hebben en klaagt enkele bedrijven aan die het niet zo nauw nemen met het milieu. Steve vreest dat door de millenniumbug een grote panne ontstaat en koopt een enorme hoeveelheid stock aan. Janet denkt echter dat hij een uitvlucht zoekt om met haar geen romantische avond te hebben. |             |                                       |                      |                                   |                   |  |
| 264 | 24          | "Dog's Best Friend"                   | Christopher Hibler   | Laurie McCarthy                   | 05 mei 1999       |  |
| Een dronken Gina kust David. David en Dylan gaan naar Las Vegas. Dylan heeft er een onenightstand en maakt de vrouw wijs dat hij haar wil terugzien. David geeft de vrouw effectief het adres van Dylan. Ze daagt op wanneer Dylan zijn relatie met Gina wil hernemen. Dylan denkt echter dat de vrouw komt voor David. Daarop zegt hij Gina dat ze beter op zoek kan gaan naar iemand die wel capabel is om een vaste relatie te hebben. Volgens Mel lijdt Gina aan boulimia nervosa. Matt vindt bewijs dat een van de aangeklaagde bedrijven op de hoogte was van hun milieuvervuiling, maar er niets aan deden. Dan blijkt dat het Noah's vader is die deze informatie bewust achterhield. Donna gaat stiekem uit met Wayne en maakt hem wijs dat zij haar relatie met Noah zal beëindigen. Steve en Janet trachten een datingsite op te zetten. Dylan belt Kelly om hem te komen halen. Zij wordt in een steegje verkracht.                                                                                       |             |                                       |                      |                                   |                   |  |
| 265 | 25          | "Agony"                               | Anson Williams       | Douglas Steinberg                 | 12 mei 1999       |  |
| Kelly dient klacht in bij de politie en verblijft enkele dagen in het huis van Dylan. Ze durft Matt niet te vertellen dat ze werd aangerand. De aanrander blijkt een cliënt te zijn van Matt. Gina mist een casting voor een ijsschaatsshow omdat ze flauwviel in de badkamer. Wayne vraagt Donna om mee te gaan naar een volleybalwedstrijd, maar zij keert hem de rug toe. Steve wil professioneel fotograaf worden. |             |                                       |                      |                                   |                   |  |
| 266 | 26          | "That's the Guy"                      | Michael Lange        | John Eisendrath                   | 19 mei 1999       |  |
| Kelly brengt Matt op de hoogte van de verkrachting. Dylan reikt een beloning uit om de dader - die ondertussen is gevlucht - te vinden. Deze dader daagt op in de kledingwinkel van Donna en Kelly. Hij sluit Kelly op. Zij schiet hem neer met de revolver die ze eerder kreeg van Dylan. Noah verbreekt zijn relatie met Donna nadat hij achterhaalt dat zij met Wayne heeft geslapen. Wayne verkiest een job in Los Angeles boven een reeks van volleybaltornooien omdat hij dan dichter bij Donna is. Gina biecht op dat ze wel degelijk boulimie heeft. Steve en Janet geven een feestje omdat hun magazine "The Beat" eindelijk winstgevend is. |             |                                       |                      |                                   |                   |  |

## Seizoen 10
| Nr. serie | Nr. seizoen | Titel van aflevering                                | Regisseur          | Schrijver                         | Uitzenddatum      |  |
| --- | ----------- | --------------------------------------------------- | ------------------ | --------------------------------- | ----------------- |  |
| 267 | 1           | "The Phantom Menace"                                | Charles Correll    | John Eisendrath                   | 08 september 1999 |  |
| Kelly wordt aangehouden voor de moord op Joe Patch, maar wordt vrijgesproken omwille van wettelijke zelfverdediging. Dylan en Gina verhuizen naar een hotel. Janet gaat stiekem solliciteren bij een concurrerend nieuwsblad en zegt Steve dat ze niet gelooft in een verdere toekomst met hem. Aan Kelly verklapt ze dat ze vier maanden zwanger is. |             |                                                     |                    |                                   |                   |  |
| 268 | 2           | "Let's Eat Cake"                                    | Joel J. Feigenbaum | Laurie McCarthy                   | 15 september 1999 |  |
| Janet tracht Steve te vertellen dat ze zwanger is, maar door een misverstand denkt hij dat ze een borstimplantatie wil. Nadat dit misverstand wordt rechtgezet, sluit Steve zich op en wil met niemand contact. Kelly en Donna organiseren een verrassingsfeest voor David zijn vierentwintigste verjaardag, maar hij wordt door Janet gebeld omdat zij een platte autoband heeft. Dylan ontmoet een drugsverslaafd meisje en samen beslissen ze om naar een ontwenningscentrum te gaan. Kelly vreest alle vormen van fysiek contact. |             |                                                     |                    |                                   |                   |  |
| 269 | 3           | "You Better Work"                                   | Harvey Frost       | Gretchen J. Berg & Aaron Harberts | 22 september 1999 |  |
| Gina verbrandt een invitatie, maar zet daarbij ongewild de vernieuwde kledingswinkel van Donna gedeeltelijk in brand waarbij de mannencollectie onherroepelijk is beschadigd. Donna krijgt hulp van de anderen om de collectie opnieuw te maken voor de heropening. Steve vraagt Janet ten huwelijk. Hoewel ze zijn aanvraag eerst positief beantwoordt, verandert ze van mening omdat ze zullen trouwen omwille van de verkeerde redenen. Dylan wordt niet toegelaten door de universiteit van Californië, maar dankzij een lobbyende David wordt hij alsnog toegelaten. |             |                                                     |                    |                                   |                   |  |
| 270 | 4           | "A Fine Mess"                                       | Allan Kroeker      | John Eisendrath                   | 29 september 1999 |  |
| Een emotionele Steve vertrouwt Janet toe dat zijn spontaniteit niet wil zeggen dat hij een onverantwoordelijke vader zal zijn. Daarop gaat Janet terug in op zijn huwelijksaanzoek. Omwille van strubbelingen beslist Gina om te verhuizen. David zijn radioshow wordt zeer populair nadat hij praat over het leven van Dylan. Noah en Donna herstarten hun relatie. |             |                                                     |                    |                                   |                   |  |
| 271 | 5           | "The Loo-Ouch"                                      | Kim Friedman       | Tyler Bensinger                   | 20 oktober 1999   |  |
| Steve en Janet lichten haar ouders in over de zwangerschap en het trouwfeest, maar zij zijn van mening om het huwelijk uit te stellen. Daarop krijg Janet een paniekaanval waardoor haar ouders willen dat zij haar relatie verbreekt en terug bij hen komt inwonen. Tijdens het verlovingsfeest verzwijgt Steve aan Janet haar ouders dat zijn moeder een lesbische verhouding heeft. Steve en Janet maken haar ouders duidelijk dat laatstgenoemde niet in de weg kunnen staan voor hun huwelijk. Matt en Noah stellen voor om te verhuizen zodat Steve er met Janet en de baby kan komen wonen. Matt vraagt Kelly of hij bij haar mag intrekken, maar zij weigert. Donna beslist dan dat Noah wil bij haar mag komen wonen. Gina en Noah starten in het geheim een stripclub na het officiële sluitingsuur van Peach Pit After Dark. |             |                                                     |                    |                                   |                   |  |
| 272 | 6           | "80's Night"                                        | Chip Chalmers      | John Eisendrath                   | 27 oktober 1999   |  |
| De ouders van Joe vragen Kelly om de daden van hun zoon te vergeven. Matt tracht het doodsvonnis van een moordenaar ongedaan te maken. Kelly staat voor het idee tot wanneer blijkt dat de man in kwestie ook een verkrachter is. Wanneer Donna merkt dat Peach Pit After Dark na het normale sluitingsuur nog is geopend, gaat ze binnen en ontdekt ze de striptease. Er is net op dat ogenblik een raid van de politie. Donna wordt opgepakt omdat men denkt dat zij een prostituee is. Gina helpt Mel Silver via een achterdeur te ontsnappen, maar chanteert hem daar later mee. David zijn radioshow zorgt ervoor dat een koppel hun relatie verbreekt. Hij kan ze terug herenigen en belooft de stijl van zijn programma aan te passen. Janet wordt bassist van een muziekgroep. |             |                                                     |                    |                                   |                   |  |
| 273 | 7           | "Laying Pipe"                                       | Luke Perry         | Matt Dearborn                     | 03 november 1999  |  |
| Steven en Janet vragen Kelly en Dylan om meter en peter te worden van hun baby. Matt wint de rechtszaak waardoor de veroordeelde geen doodstraf te wachten staat. Dylan wil Kelly zeggen wat hij voor haar voelt, maar dan treft hij Kelly en Matt elkaar knuffelen aan. Mel betaalt Gina een geldbedrag, maar zij eist meer. Omdat hij weigert, vertelt zij Jackie dat Mel aanwezig was in een stripteaseclub. Een vriend van David vernielt de Chevrolet van Steve. Aan de winkel van Donna sterft een dakloze. Donna tracht zijn familieleden op te sporen. |             |                                                     |                    |                                   |                   |  |
| 274 | 8           | "Baby, You Can Drive My Car"                        | Kevin Inch         | Gretchen J. Berg & Aaron Harberts | 10 november 1999  |  |
| Janet krijgt huwelijksstress. Dylan en Andrew zijn slachtoffer van gaybashing. Andrew wil de politie niet inlichten omdat hij nog niet uit de kast is gekomen. Janet en Steve organiseren voor hun vrienden een wandelzoektocht. Tijdens die tocht is Kelly woedend op Noah omdat zijn stripteasebar ervoor heeft gezorgd dat Jackie en Mel niet langer samen zijn. Gina en David gaan met een straathond naar de dierenarts. Op het eindpunt van de tocht geven Janet en Steve een huwelijksverrassingsfeest. Dylan geeft toe dat hij wellicht nooit met Gina zal trouwen en zegt dat Kelly er waarschijnlijk stralend zal uitzien in haar trouwjurk. Dylan geeft Kelly toe dat hij destijds met de noorderzon vertrok omdat hij het niet aankon dat ze met iemand anders, zelfs Brandon, zou trouwen. |             |                                                     |                    |                                   |                   |  |
| 275 | 9           | "Family Tree"                                       | Allison Liddi      | John Eisendrath                   | 17 november 1999  |  |
| Steve en Janet gaan op huwelijksreis waar zij moet bevallen. Deze bevalling loopt mis en een keizersnede is noodzakelijk om het leven van zowel moeder als kind te redden. Jacky krijgt het volledige hoederecht over Erin. Zij zegt tegen Kelly dat Mel door Gina werd afgeperst. David gelooft dat niet en Gina weerlegt de beschuldigingen. Donna zoekt Gina op in een bevolkingsregister. Ze is verbaasd dat Gina ook een dochter is van haar vader. Dankzij Dylan krijgt Matt zijn job in het gemeenschapscentrum terug. |             |                                                     |                    |                                   |                   |  |
| 276 | 10          | "What's in a Name?"                                 | Christopher Hibler | Scott Fifer                       | 17 november 1999  |  |
| Janet en de baby overleven de bevalling. Zij en Steve noemen hun dochter Madeline. Donna's vader geeft toe dat Gina zijn dochter is en verwekt werd op een dronken avond. Donna vindt dat haar vader zijn verantwoordelijkheid had moeten opnemen en Gina financieel had moeten ondersteunen. Ze wil Gina de waarheid vertellen, maar bedenkt zich. Dylan vraagt Kelly om te komen helpen op het Thanksgiving-feestje dat hij organiseert in het gemeenschapscentrum, maar Matt aanziet dit als een toenadering van Dylan naar Kelly. Kelly tracht Erin te beschermen van een ruzie tussen Jackie en Mel. |             |                                                     |                    |                                   |                   |  |
| 277 | 11          | "Sibling Revelry"                                   | Graeme Lynch       | John Eisendrath                   | 15 december 1999  |  |
| Donna vertelt Gina de waarheid. Gina beseft daardoor dat haar erbarmelijke kinderjaren niet het gevolg waren van toevallige omstandigheden, maar dat ze een ongewenst kind was. Donna overtuigt Gina dat diens stiefvader wel degelijk van haar hield. Matt is jaloers nadat Dylan een duur schilderij koopt voor Kelly. Kelly stelt Dylan een ultimatum: of hij kiest voor haar of hij blijft uit haar leven. Dylan blijft besluiteloos dus zij blijft bij Matt. Noah biecht op dat hij nooit naar "Harvard University" ging. Hij moest eigenlijk de gevangenis in na het auto-ongeval, maar vluchtte naar Hawaï. |             |                                                     |                    |                                   |                   |  |
| 278 | 12          | "Nine Yolks Whipped Lightly"                        | Joel J. Feigenbaum | Laurie McCarthy                   | 22 december 1999  |  |
| Mel vraagt Gina om Kerstdag bij hen door te brengen, maar op kerstavond is ze niet welkom omdat hij geen zin heeft aan de andere genodigden uit te leggen wie zij is. Donna beslist daarop dat zij op kerstavond ook niet komt om zo Gina te steunen. Later verontschuldigt Mel zich bij Gina omdat hij haar uit zijn leven bande. Janet ouders komen op bezoek, maar het is een kille samenkomst en zij vertrekken vroegtijdig. Steve nodigt hen uit voor het kerstfeest, maar zegt er bij dat het hun laatste kans is om de familiebanden te versterken. Indien ze niet komen, zijn ze vanaf dan ook niet langer welkom. De ouders beslissen om te komen en herzien hun mening betreffende Steve. Matt vraagt Kelly ten huwelijk, maar Dylan doet niet veel later hetzelfde. Kelly kiest voor Matt. |             |                                                     |                    |                                   |                   |  |
| 279 | 13          | "Tainted Love"                                      | Robert Weaver      | Jim Halterman                     | 12 januari 2000   |  |
| Matt komt in financiële moeilijkheden nadat een cliënt zijn lopende zaak stopzet. Matt had het geld reeds uitgegeven aan een verlovingsring dus moet hij de ring verkopen aan een pandjesmaker. Een ander gevolg is dat hij dertig dagen wordt geschorst. Madeline wordt gedoopt en Dylan brengt een speech die iedereen verrast. Noah gaat uit met een bende rare snuiters. |             |                                                     |                    |                                   |                   |  |
| 280 | 14          | "I'm Using You 'Cause I Like You"                   | Ian Ziering        | Gretchen J. Berg & Aaron Harberts | 19 januari 2000   |  |
| De geschorste Matt helpt een man die een arbeidsongeval heeft gehad. David heeft een afspraakje met Chrissy, een collega van Matt, en verklapt zich. Zij waarschuwt Matt dat hij zijn schorsing moet aanvaarden. Omdat hij weigert, geeft Chrissy hem aan bij de instanties waardoor zijn schorsing wordt verdubbeld. David aanziet haar als een verraadster en wil haar niet meer zien. Donna heeft een afspraak met iemand die getrouwd blijkt te zijn. Om hun gedachten te verzetten, gaan Donna en David samen iets drinken. Dylan en Gina worden bij een autocontrole aangehouden. Hun wagen wordt onderzocht en er worden sporen van cocaïne gevonden. Dylan beseft onmiddellijk dat zijn auto werd gebruikt door Noah en "de rare snuiters". Door deze arrestatie dreigt Gina een jobaanbod mis te slaan. Dylan kan de politie overtuigen dat Josie de drugsdealer is, maar zij spoelt haar volledige voorraad door het toilet. Steve en Janet doen beroep op een kinderoppas: dit blijkt een nymphomane te zijn met wie Steve ooit iets had.                   |             |                                                     |                    |                                   |                   |  |
| 281 | 15          | "Fertile Ground"                                    | Victor Lobl        | John Eisendrath                   | 26 januari 2000   |  |
| Matt's broer en schoonzus komen op bezoek. Hij blijkt steriel te zijn dus vraagt hij aan Matt om zijn sperma te doneren, iets waar Kelly initieel tegen is. Gina krijgt een job aangeboden bij een televisiezender, maar de baas wil haar enkel aannemen als ze iets kan doen aan het overgewicht van zijn zoon. Zij is van mening dat de zoon voor zijn eigen rechten moet opkomen en niet moet ingaan op het dieet dat zijn vader hem opdringt. Steve vertelt aan Janet dat hij ooit iets had met de kinderoppas waarop wordt beslist om haar te ontslaan, maar Darby herinnert zich Steve niet. Josie vreest voor haar leven nu ze de drugs - met een waarde van 90 000 Amerikaanse Dollar - heeft vernietigd. Shane en een andere man ontvoeren Noah. |             |                                                     |                    |                                   |                   |  |
| 282 | 16          | "The Final Proof"                                   | Brian Austin Green | Matt Dearborn & Tyler Bensinger   | 09 februari 2000  |  |
| Shane eist 1 miljoen Amerikaanse dollar losgeld. Tot zijn verbazing gaat Dylan akkoord, maar wordt tegelijkertijd ook ontvoerd door Shane. Noah en Dylan kunnen ontsnappen en het losgeld recupereren. De ontvoerders worden door de politie ingerekend. Mel vraagt Gina om te komen eten. Zij is in eerste instantie slechtgezind omdat het sinds kerstmis is geleden dat hij haar belde. Gina en Mel spreken af om elkaar als dochter-vader te beschouwen hoewel hij het er moeilijker mee heeft zijn gevoelens te uiten. Kelly en Matt nemen deel aan een relatiequiz op televisie, maar omdat zij ziek wordt neemt Donna haar plaats in. Hierdoor komt Matt te weten dat Kelly hun volledige privéleven vertelt aan Donna. Tijdens het etentje verliest dr. Martin het bewustzijn. |             |                                                     |                    |                                   |                   |  |
| 283 | 17          | "Doc Martin"                                        | Kevin Inch         | John Eisendrath & Laurie McCarthy | 16 februari 2000  |  |
| Mel overlijdt ten gevolge van een hartaanval. Zowat iedereen is van mening dat Gina onrechtstreeks de oorzaak is van zijn dood. Gina wordt uitgenodigd op de begrafenis, maar mag niet bij de familie zitten. Wanneer Donna omwille van emotie haar speech niet kan eindigen, neemt Gina het van haar over. Door haar woorden accepteert Felice het feit dat ze wel degelijk familie is. Desondanks beslist Gina om Los Angeles te verlaten. Kelly neemt een tweede job aan om het financiële gat van Matt te dichten. Ze is ontzet dat ze woordvoerster wordt van een school die niet wil dat er een homoseksuele studentenclub wordt opgericht. |             |                                                     |                    |                                   |                   |  |
| 284 | 18          | "Eddie Waitkus"                                     | Chip Chalmers      | John Eisendrath                   | 01 maart 2000     |  |
| Op de luchthaven van Los Angeles is een noodlanding gemaakt. Dylan en Steve herkennen in het nieuwsbulletin een van de passagiers als Jack, de overleden vader van Dylan. Dylan krijgt meer argwaan wanneer de opbergruimte van Jack is opengebroken en er op de passagierslijst de naam "Eddie Waitkus" staat. Eddie Waitkus is het hoofdpersonage in een favoriet baseballverhaal van hem en zijn vader en gaat over een personage dat spoorloos verdween en enkele jaren later opnieuw opdook. Donna bekommert zich om Noah die sinds de ontvoering depressief is en veel alcohol drinkt. Kelly begint aan haar speech tegen de homoseksuele studentenclub, maar omwille van haar geweten neemt ze ontslag. Camille wordt zakenpartner in "Now Wear This". |             |                                                     |                    |                                   |                   |  |
| 285 | 19          | "I Will Be Your Father Figure"                      | Tori Spelling      | Gretchen J. Berg & Aaron Harberts | 08 maart 2000     |  |
| Dylan achterhaalt dat Eddy Waitkus in Arizona leeft. Daar blijkt dat Eddie getrouwd is met een veel jongere vrouw en een kind heeft. De man staat 's avonds aan het hotel van Dylan en hij blijkt wel degelijk Jack te zijn. Donna zet zich verder in voor Noah, iets wat een jaloerse Camille niet ontgaat. Steve's broer Ryan komt op bezoek: hij is een losbol, een leugenaar, een luierik en heeft een grote mond. Uiteindelijk geeft Ryan toe dat hij tijdelijk van de universiteit werd geschorst omwille van zijn gedrag. Kelly start haar eigen P.R.-bedrijf. |             |                                                     |                    |                                   |                   |  |
| 286 | 20          | "Ever Heard the One About the Exploding Father?"    | Anson Williams     | John Eisendrath & Laurie McCarthy | 15 maart 2000     |  |
| Jack wil uit het "getuigenprotectieprogramma" stappen en met zijn vrouw en kind verhuizen naar Los Angeles. Hij is van mening dat zijn vijanden hem al lang vergeten zijn, maar Dylan kan hem overtuigen om te blijven en als Eddie Waitkus verder door het leven te gaan. Dylan is wel verrast dat zijn stiefmoeder zowat alles weet uit het vroegere leven van Eddie/Jack, maar niet afweet over zijn bestaan. David krijgt een job aangeboden in New York, maar gaat niet in op het aanbod omdat hij Donna moet achterlaten. Donna bekent aan Kelly dat ze nog steeds iets voelt voor David. Noah biedt Ryan een job aan in After Dark, maar Steve wil dat zijn broer zijn studies afmaakt. |             |                                                     |                    |                                   |                   |  |
| 287 | 21          | "Spring Fever"                                      | Allison Liddi      | Annie Brunner                     | 22 maart 2000     |  |
| Tijdens een fietsweekend belanden Dylan en Matt op een fuif. Matt bestelt er een vruchtensap, maar deze bevat een drug waardoor hij uit de bol gaat en seks heeft met een andere feestvierster. Donna betrapt David en Camille terwijl ze gemeenschap hebben in de kledingwinkel. David en Donna hebben een gesprek over het voorval. Ze voelen zich tot elkaar aangetrokken, maar zeggen het niet. Kelly stelt voor om Maddy als hoofdpersonage te gebruiken in een televisiereclame. Janet ziet zichzelf al onmiddellijk als "een ouder van een beroemd kindster". Door een wijziging in de campagne wordt niet Maddy, maar wel Steve het hoofdpersonage. Hij laat het succes als snel stijgen naar zijn hoofd. Noah herkent in een van de klanten Ellen, een vrouw met wie hij samen in de AA-club zat. Ze beslissen om zich te herpakken en alcohol te laten voor wat het is. |             |                                                     |                    |                                   |                   |  |
| 288 | 22          | "The Easter Bunny"                                  | Charlie Correll    | John Eisendrath                   | 05 april 2000     |  |
| Kelly vindt dat Matt zich vreemd gedraagt, waarop hij bekent ongewild drugs te hebben genomen, maar verzwijgt zijn one night stand. Camille overtuigt Donna om haar kleding ook via internet te verkopen, maar zij ziet daar geen voordeel in. Doch Camille heeft Dylan reeds overtuigd als investeerder, maar David is van mening dat dat bezoek een heel andere inhoud had. Steve en Janet vrezen dat hun hond het konijn van de buren heeft gedood dus zet hij een complot op waardoor dit incident nooit uitkomt. Donna stemt uiteindelijk in met de website en heeft een vergadering met Mitch die de site zal maken. Donna maakt Noah duidelijk dat hij de alcoholverslaving van Ellen niet op zijn eentje kan oplossen. |             |                                                     |                    |                                   |                   |  |
| 289 | 23          | "And Don't Forget to Give Me Back My Black T-Shirt" | Allan Kroeker      | Matt Dearborn & Tyler Bensinger   | 19 april 2000     |  |
| Mitch wil in eerste instantie de website pas vrijgeven nadat Donna nogmaals met hem uitgaat. Zij weigert en zegt dat het tussen hen nooit iets zal worden. De website is een groot succes. David stopt zijn relatie met Camille omdat hij ook van mening is dat deze op langere termijn onhoudbaar is. Steve investeert in de website via geld dat hij ooit erfde van zijn grootvader. Janet wist niets van die bankrekening en denkt dat hij het geld spaart om haar te verlaten. Een man doet beroep op Matt voor legaal advies: hij blijkt een aanwezige te zijn op de rave party en herkent Matt en vraagt daarop hoe het met Amy is. Matt maakt Kelly wijs dat Amy de nacht doorbracht met Dylan. Ellen blijkt een zesjarige dochter te hebben die bij haar moeder woont omdat ze niet voor het kind kan zorgen omwille van haar verslaving. Noah overtuigt haar om terug naar de AA-club te gaan. |             |                                                     |                    |                                   |                   |  |
| 290 | 24          | "Love is Blind"                                     | Jennie Garth       | John Eisendrath                   | 26 april 2000     |  |
| Donna is over haar toeren wanneer blijkt dat haar moeder het huis verkoopt. Samen met David vallen ze in slaap in de zetel. Wanneer ze wakker worden, wil David haar kussen, iets wat zij niet toelaat omdat dit hun vriendschap in het gedrang kan laten komen. Steve, Janet en Felice komen dit via-via te weten en zetten een "blind date" op. David en Donna erkennen dat de gevoelens er nog zijn en herstarten hun relatie. Kelly en Matt beslissen om te trouwen in augustus, maar zij is niet opgezet met de wereldreis die Dylan hen cadeau geeft. Matt beslist om te verhuizen naar Seattle. Dylan tracht een laatste keer Kelly te overtuigen om te blijven en hem een kans te geven. Een investeerder wil The Beat overkopen voor 750 000 Amerikaanse dollar. Steve en Janet gaan in op het bod, maar willen dit eerst op proef. Janet zal haar job behouden en Steve wordt huisvader. Dankzij hulp van Noah mag Ellen haar dochter terug zien, maar daardoor beslist zij om "de goede moeder te zijn" waardoor er geen ruimte is voor een liefdesrelatie. |             |                                                     |                    |                                   |                   |  |
| 291 | 25          | "I'm Happy for You... Really"                       | Roy Campanella II  | Laurie McCarthy                   | 10 mei 2000       |  |
| Camille keert terug en wil haar relatie met David hernemen, niet wetende dat hij terug met Donna is. Wanneer Kelly hoort over een verongelukte waterskiër vreest ze dat Dylan het slachtoffer is. Wanneer hij levend en wel opduikt, verklaart zij hem haar liefde. Janet overweegt Beverly Beat te verlaten omdat ze elders meer kan verdienen. Noah spreekt af met Ellen in de hoop toch met haar een relatie aan te kunnen gaan. |             |                                                     |                    |                                   |                   |  |
| 292 | 26          | "The Penultimate"                                   | Michael Lange      | John Eisendrath                   | 17 mei 2000       |  |
| David doet Donna een huwelijksaanzoek, maar zij is weigerachtig. Na een gesprek met Janet beseft ze dat haar verwachtingen in realiteit onmogelijk zijn. Dylan studeert af. Matt overweegt te verhuizen naar New York om zijn schoonzus te helpen die is bevallen van een baby waarvan hij de vader is via de eerdere zaaddonatie. Anderzijds wil hij in Los Angeles blijven voor Kelly. Haar gevoelens richting Dylan zijn te sterk, dus ze breekt haar verloving met Matt af. Matt vermoedt dat Dylan haar verteld heeft over de one night stand. Janet ontdekt dat zij nog moet solliciteren naar de aangeboden job terwijl ze dacht deze al te hebben. Ellen vraagt Noah om volledig voor hun relatie te gaan, maar hij wil dit langzaam aan doen. |             |                                                     |                    |                                   |                   |  |
| 293 | 27          | "Ode to Joy"                                        | Kevin Inch         | John Eisendrath                   | 17 mei 2000       |  |
| Omdat het huwelijk van Kelly en Matt is geannuleerd, beslissen Donna en David om op die bepaalde dag te trouwen. Nat wordt gevraagd als “surrogaatvader” aangezien Donna's echte vader overleden is. Jane vreest dat ze met haar nieuwe job nog minder tijd zal hebben voor de opvoeding van haar dochter, terwijl Steve van mening is dat hij te veel vrije tijd heeft. Daarop beslissen ze om samen een nieuwe krant op te richten waarbij ze een goede balans maken tussen werktijd en privétijd. Matt komt langs om afscheid te nemen van Kelly: diep in zijn hart wist hij dat Kelly bij Dylan hoort te zijn. Zelf gaat hij naar New York. Dit geeft Kelly voldoende moed en besluit voor Dylan te gaan, tot Dylans grote opluchting. |             |                                                     |                    |                                   |                   |  |